# 辰悦丸 (復元北前船)
1. 淡路ワールドパークONOKOROに展示の「辰悦丸航海記念の石」

辰悦丸（しんえつまる）は1984年（昭和59年）に建造された、江戸時代の海運商・高田屋嘉兵衛が所有していた北前船の名称及び構造に由来する復元木造船である。
本記事ではその復元北前船と、その船の復元展示に伴って計画及び実施された回航事業などについて記載する。
諸元は参考文献中の「辰悦丸一般配置図（見取図）」に記載されている主要寸法などより抜粋。

## 歴史

### 建造に至る経緯

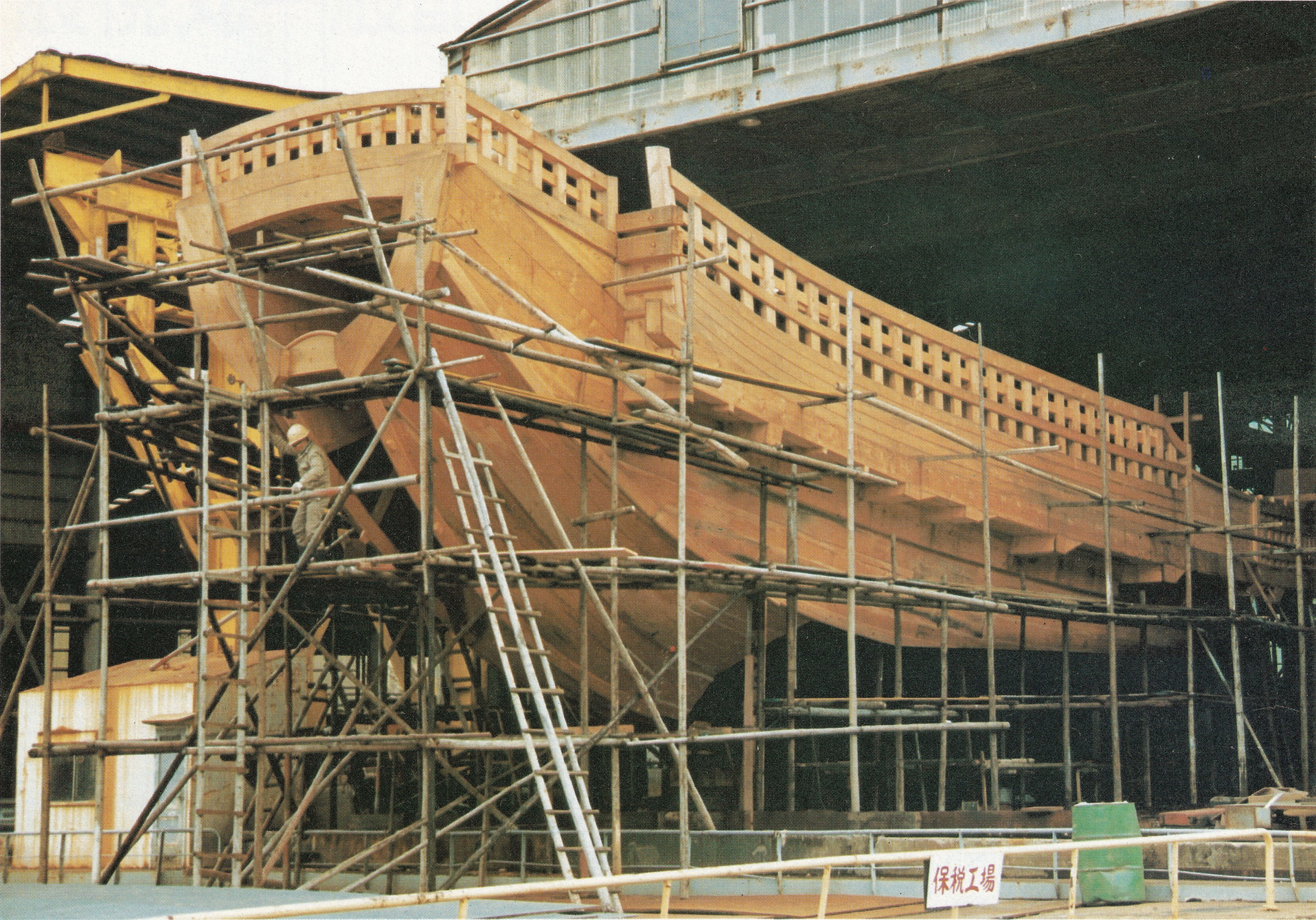
寺岡造船株式会社のドックにて造船中の復元北前船「辰悦丸」

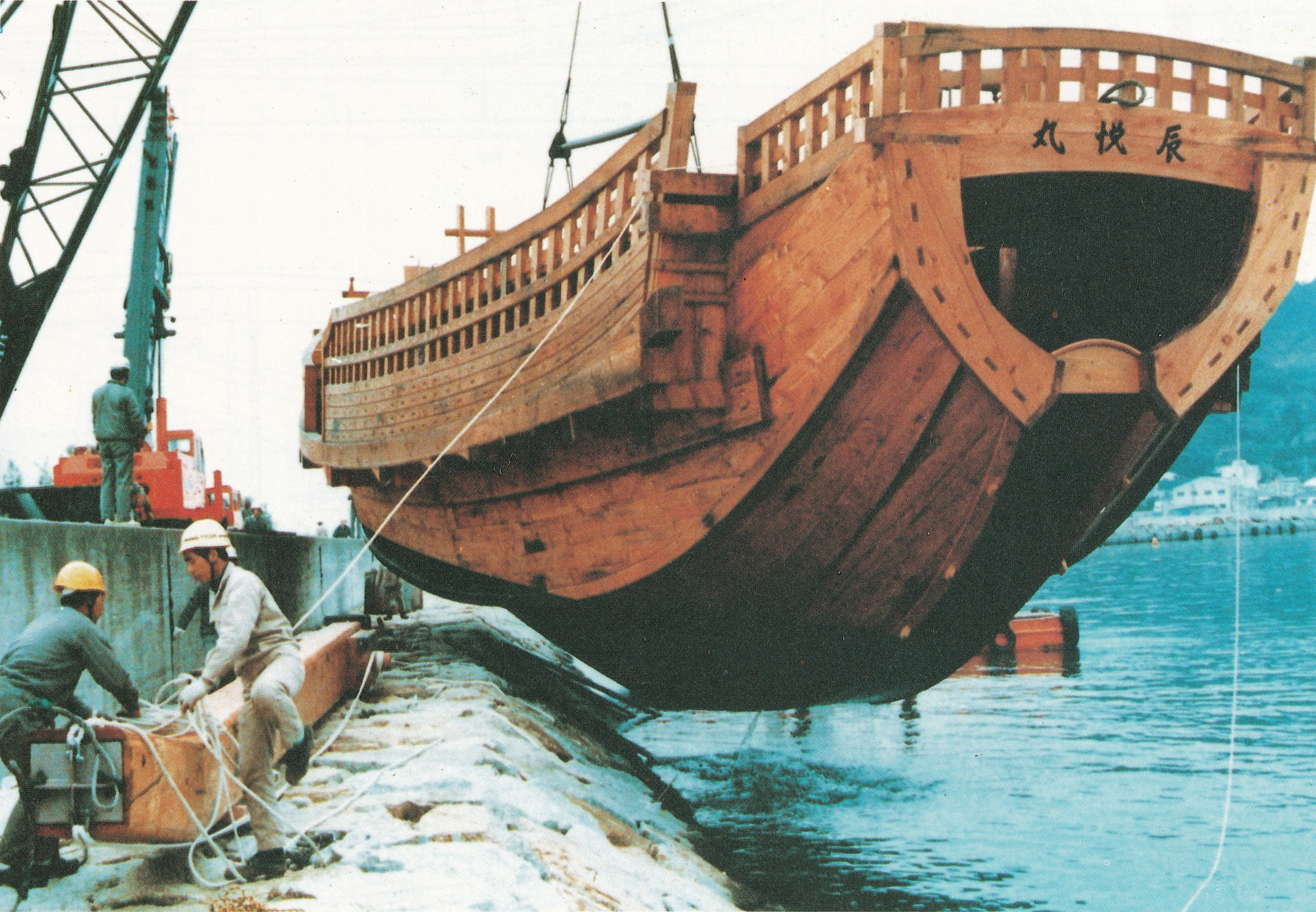
復元北前船「辰悦丸」の進水

1985年（昭和60年）に大鳴門橋の完成を記念して開催される事となった「くにうみの祭典」にともない、開催を前に当時の兵庫県三原郡南淡町（現、南あわじ市）にあった寺岡造船株式会社（現、株式会社栗之浦ドック淡路工場、以下寺岡造船）社長の寺岡義一が兵庫県から協賛依頼を受けた事をきっかけとして復元北前船「辰悦丸」の建造が計画されることとなり、入念な設計と計算の後に1984年（昭和59年）より建造が開始された。寺岡造船は創業当初から蓄積された木造船の造船技術に定評がある事から白羽の矢が立ったものであり、また寺岡も、「くにうみの祭典」及び淡路島の目玉として、自社の技術によって現在に甦らせた北前船をという考えもあったという。
ただ、往時の辰悦丸の設計図が現存していなかったため、北前船寄港地に残る船絵馬や古文書を参照し、それに加えて過去の北前船航路の状況調査とその航路上で航海の際に遭遇したと考えられる風向き・潮流・波の高さなどのデータを、海上保安庁の水路誌や日本タンカー水島出張所（現、昭和日タン水島事務所）所長による内航業務に携わった寺岡造船専務（当時）から提出された資料により調査した上で、それらのデータを入力した当時のIBM製船舶専用大型コンピューターによって船の復原力など船体の安定性を考慮した、実際に航海するのに遜色ない船体の設計が行われた。そしてその設計を基に、当時の金額で6,500万円をかけて建造が行われた。
辰悦丸はその後開催される「くにうみの祭典」会場となったおのころ愛ランド公園（現、淡路ワールドパークONOKORO）に搬入・展示され、祭典ではかなりの人気を博した。

### 年表
1984年（昭和59年）
- 7月24日 - 建造着手
- 12月7日 - 起工

1985年（昭和60年）
- 3月24日 - 進水
- 4月13日 - おのころ愛ランド公園会場（当時）にて竣工
- 4月21日 - 8月31日 - 「くにうみの祭典」開催、期間中に辰悦丸が展示される。
  - 初日の開会式典に常陸宮正仁親王・同妃（正仁親王妃華子）の臨席、8月26日に当時の皇太子（後の第125代天皇〈平成の天皇〉→上皇明仁）・同妃（後の平成の皇后→上皇后美智子）の行啓による来場があり、ともに会場にて辰悦丸について進講をうけている。

### 回航に至る経緯

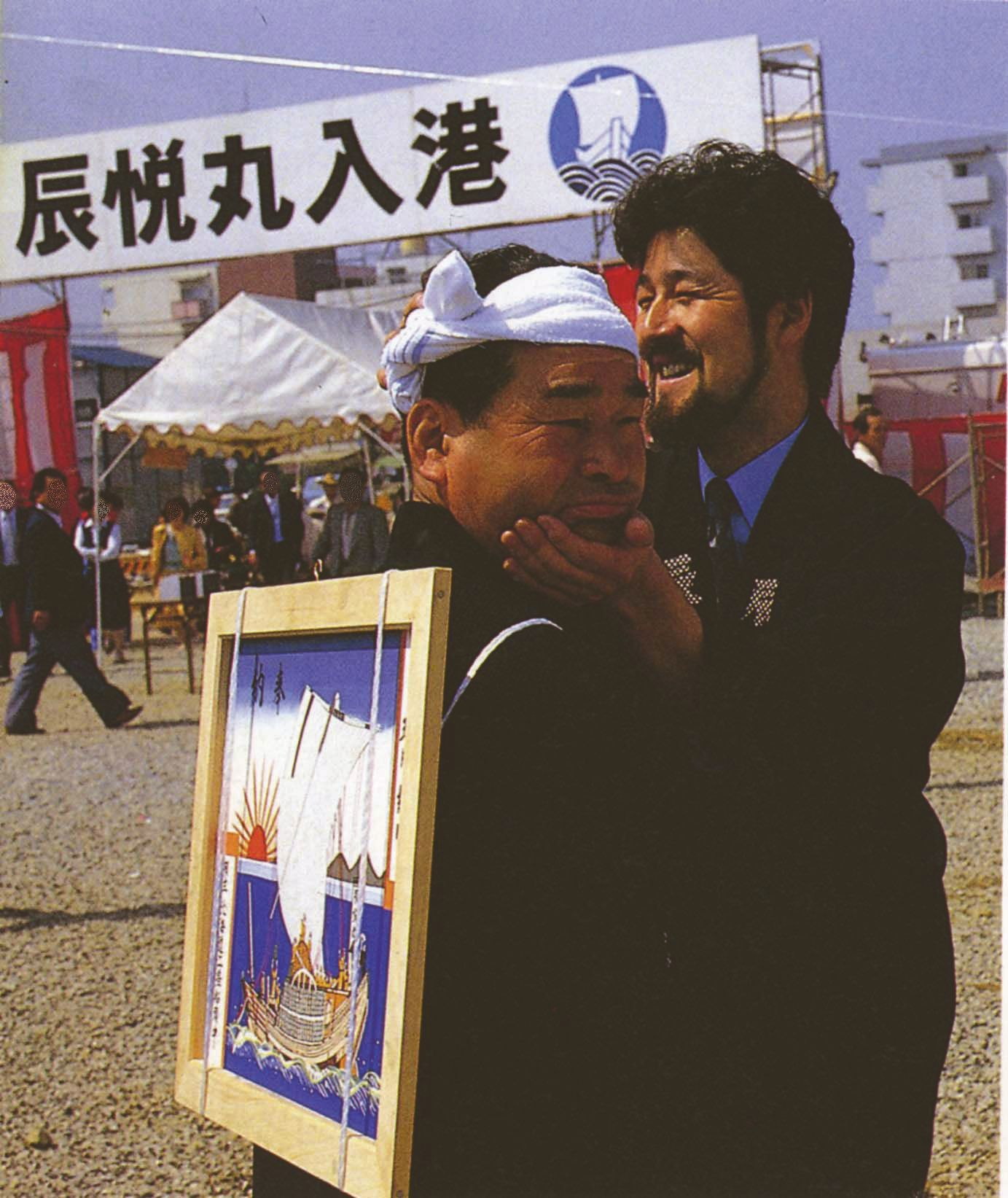
船頭役・青坂満（左）と北前船回航計画実行委員会事務局長・萩原猛志（右）（ともに故人）

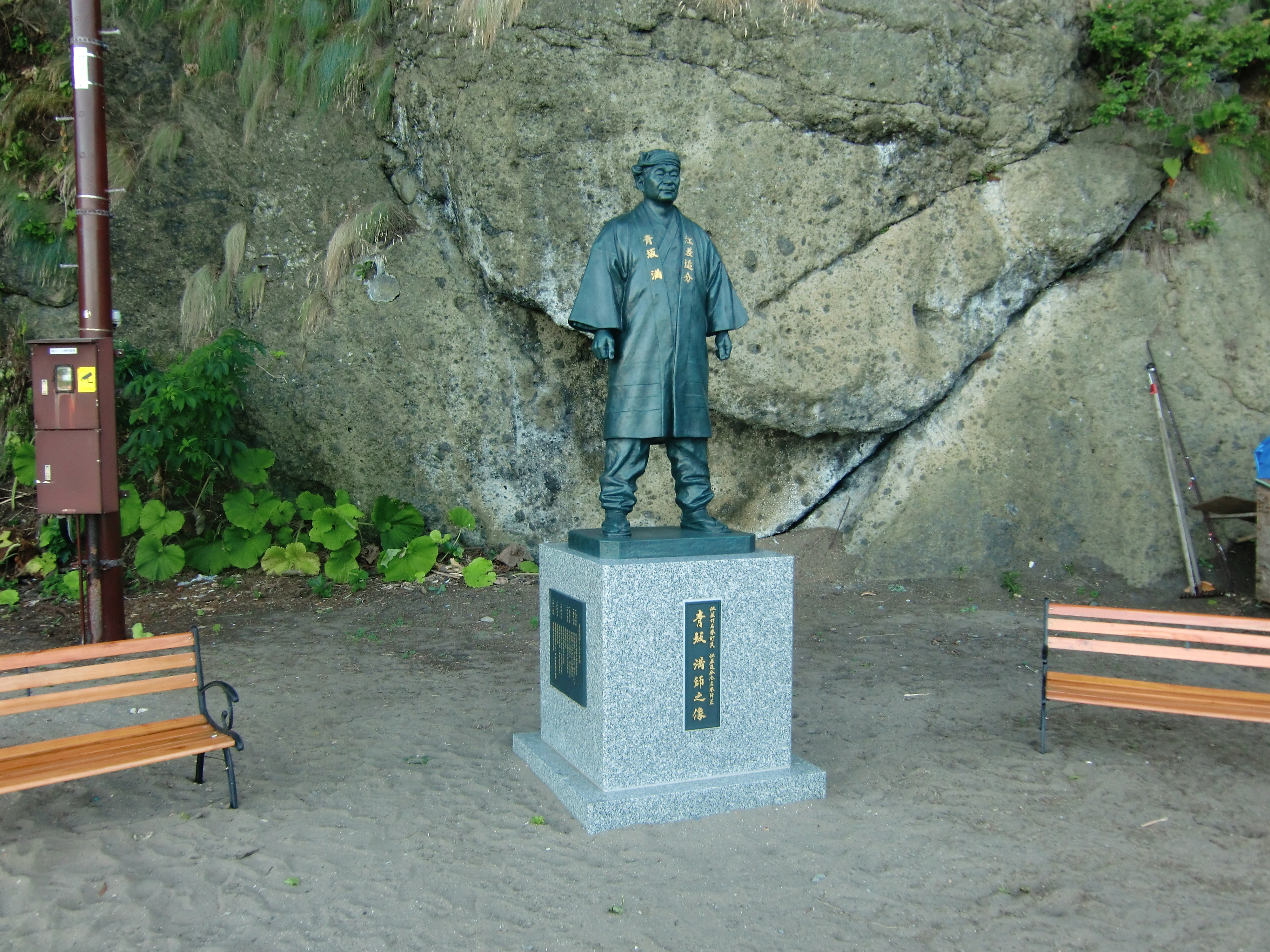
「辰悦丸」船頭役を務めた江差追分師匠・青坂満の銅像（江差町鴎島・前浜に所在）

北海道檜山郡江差町の檜山青年会議所では、かねてから江差に縁のある北前船を町おこしにという議論があがっており、実際に北前船を建造する案も検討されていた。時を同じくして「くにうみの祭典」期間中の辰悦丸展示が評判となっている中、その展示を前に行われた進水式を紹介した新聞記事が檜山青年会議所会員の一人である萩原猛志を主とした青年会議所会員の目に留まった。その辰悦丸がそもそも実際に航海可能な設計である事から、青年会議所と活動を同じくしていた当時の江差商工会会頭からのアドバイスも受けて、青年会議所及び商工会の関係者を中心ににわかに辰悦丸を実際に回航させる案が持ち上がった。その計画にともなって、当時の木村義信江差町長を会長とした江差町と檜山青年会議所による北前船回航計画実行委員会（以下、回航計画実行委員会）が組織された。その後、北前船サミットが催されると同時に回航計画実行委員会と兵庫県及び寺岡との間で辰悦丸を借りる交渉が行われて貸し出しの内諾を得られ、また、江差町の回航計画実行委員会によるこの計画を知った瀬戸内海と日本海沿岸の北前船に縁のある市町村から寄港の申し出が次々と現れて、そこから辰悦丸を中心とした一大イベントが組まれることとなり、ここに辰悦丸回航の一大プロジェクトが実施される事となった。
回航を実施するにあたって、そもそも動力を持たない船である事や、航海においての安全上の問題などから海上保安庁より自力帆走の許可が下りなかったために、航行は全航路においてタグボートによる曳航で行われた。そのほかにも、神戸海運局（現、神戸運輸監理部）より「明石・来島・鳴門の難関を夜間航行するのは危険」と指摘されたためにこの区間は日中のみ航行する事となり、それに伴って出港の日程が5月10日から5月5日に変更され、辰悦丸の船体そのものも各関係公的機関からの指摘・助言等も受けた上で、航海に耐えられるように各種の補強が行われる事となった（後述）。
この回航計画事業においては、NHKがNHKサービスセンター創立35周年の記念事業として北前船プロジェクトを編成して取り組む事が決まって後援という形で参加する事になり、航行中及び寄港時のテレビ取材は全てNHKが行う事と、それ以外のマスコミ取材は寄港地に縁のある各新聞社が担う事となった。

### 回航の実施へ

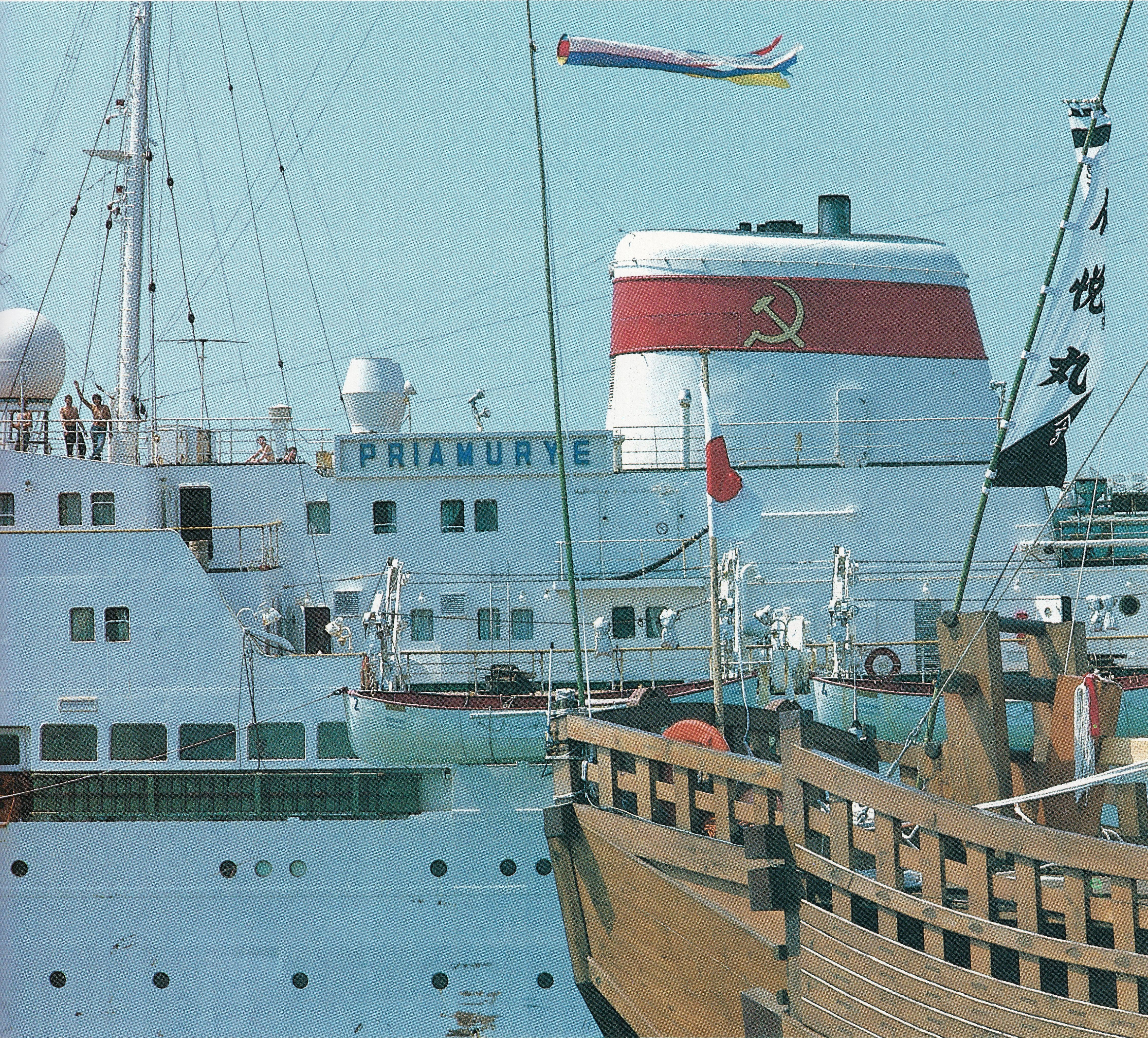
復元北前船「辰悦丸」がソビエト連邦（当時）の船と交歓（大阪港）

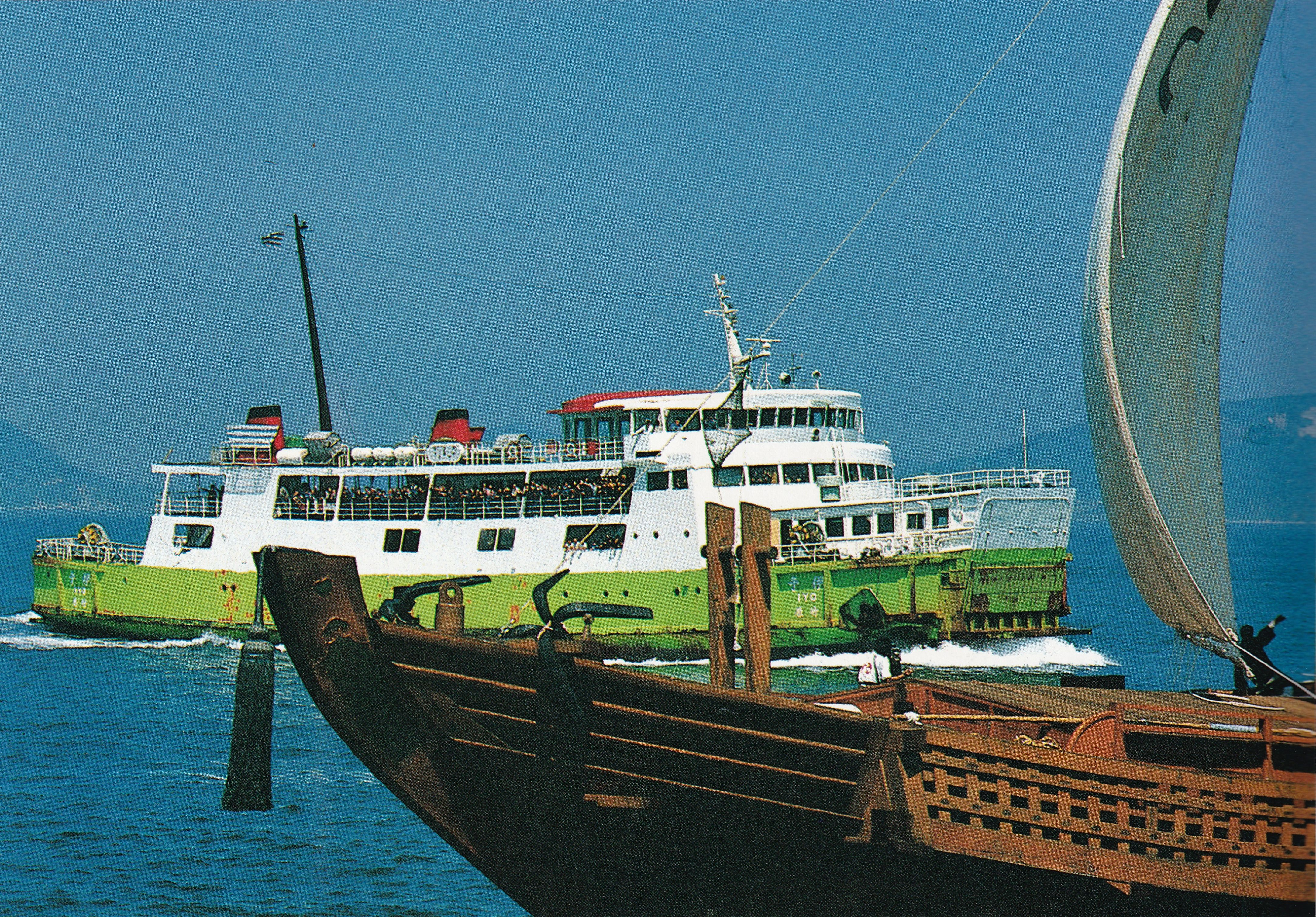
復元北前船「辰悦丸」が修学旅行生を乗せたフェリーと交歓（丸亀港）

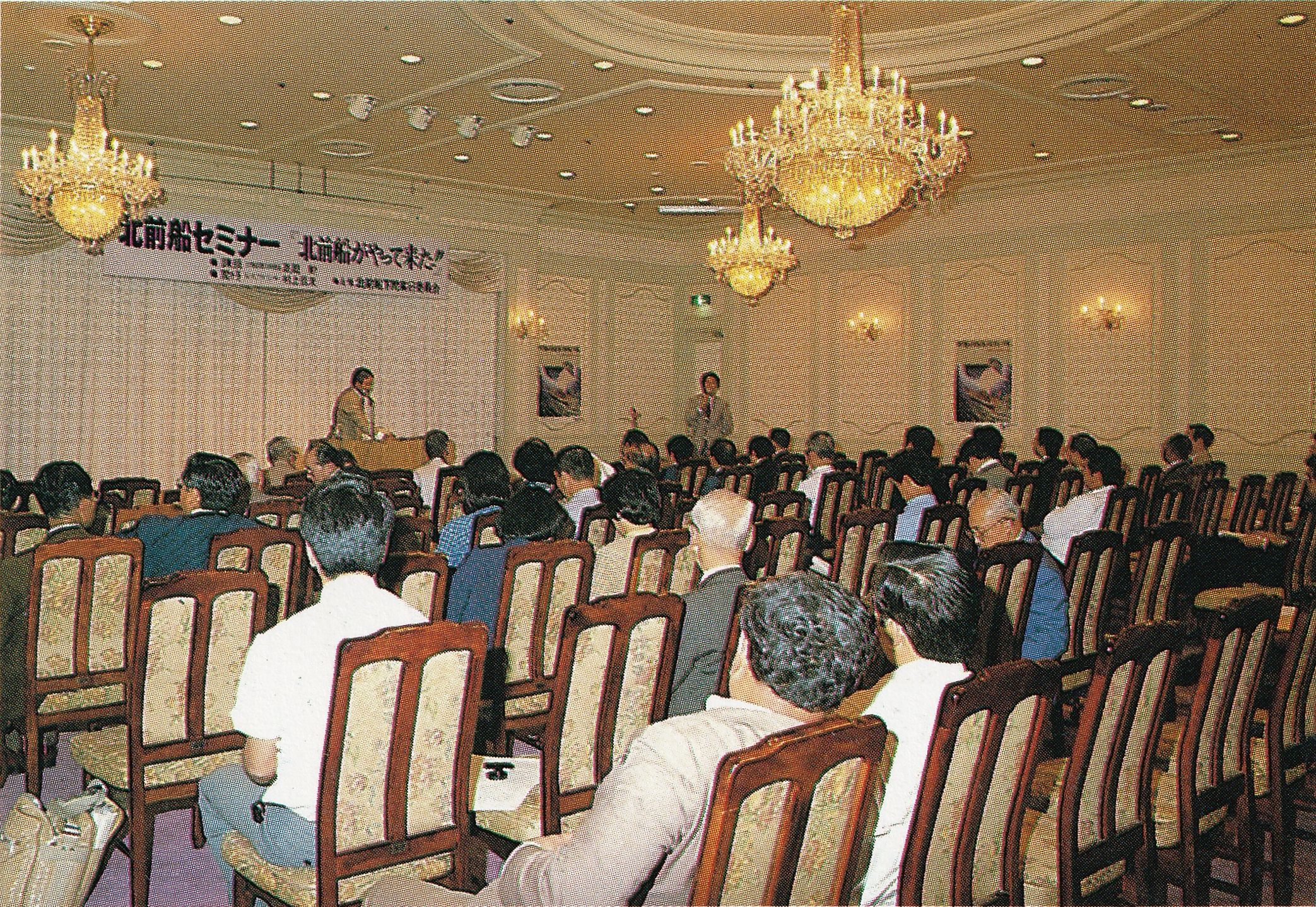
シーモールパレス（シーモール下関）で行われた「北前船セミナー」

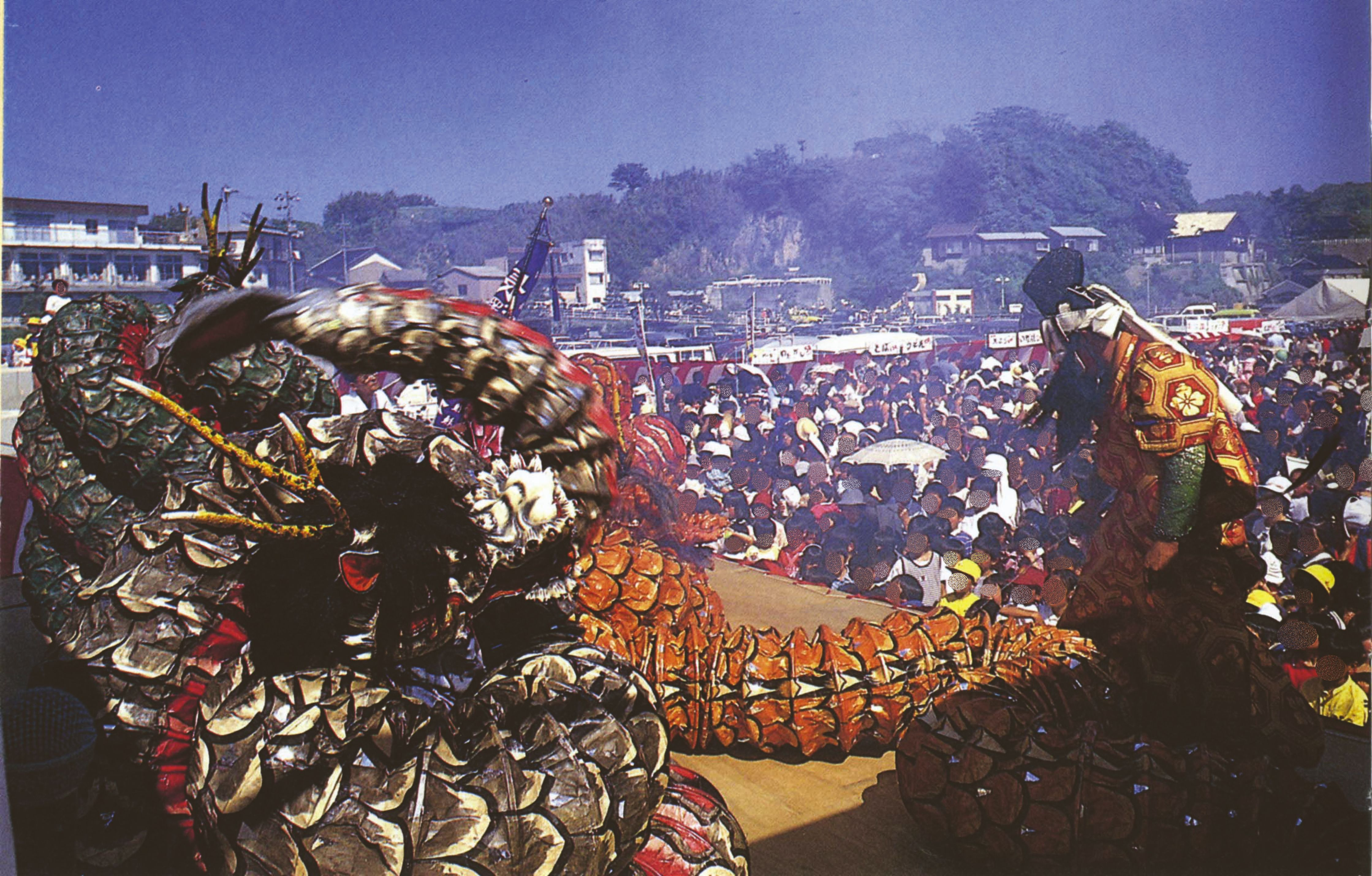
歓迎イベントの岩見神楽「八岐の大蛇」（浜田港）

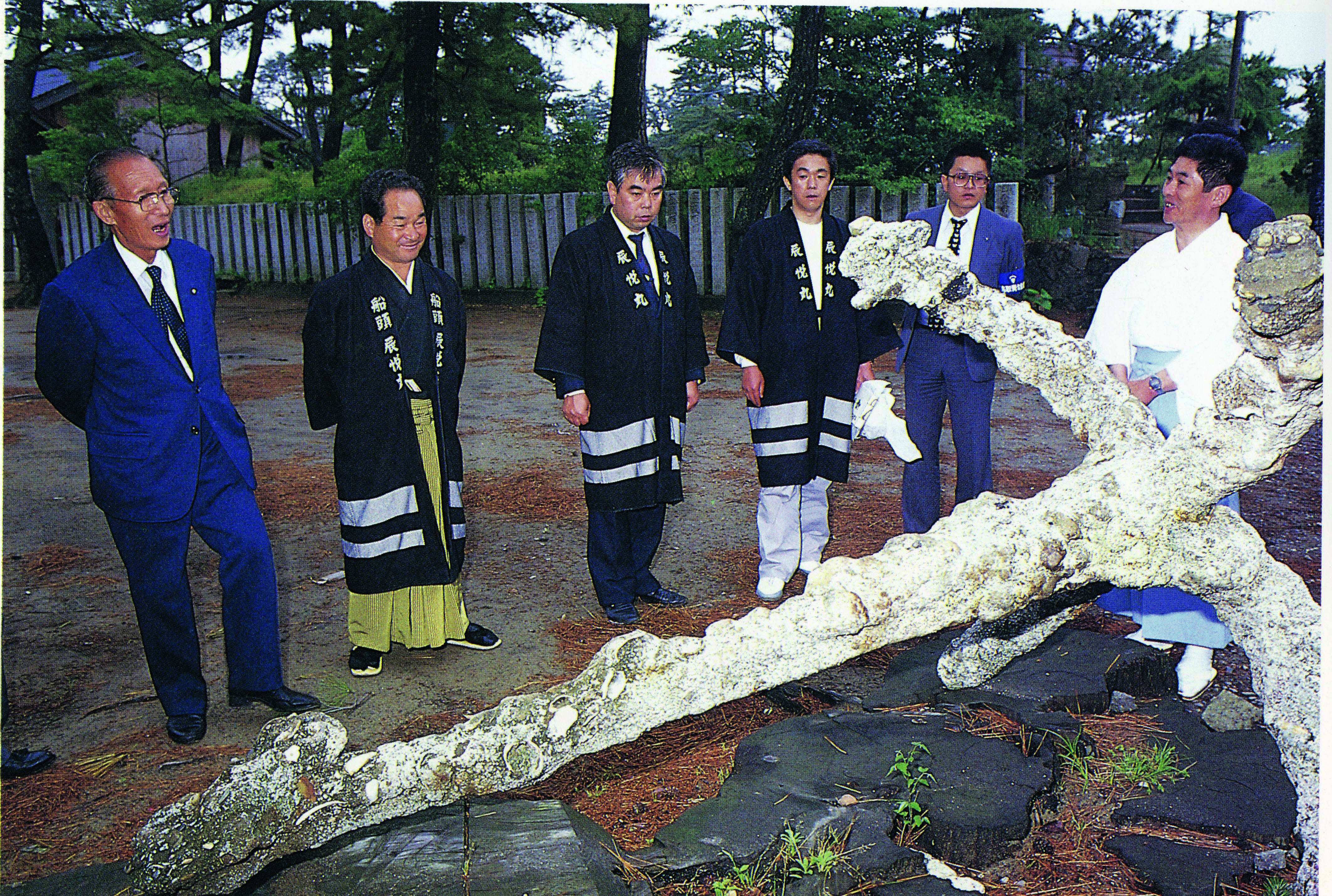
賀露神社の境内にある北前船の錨（鳥取市）

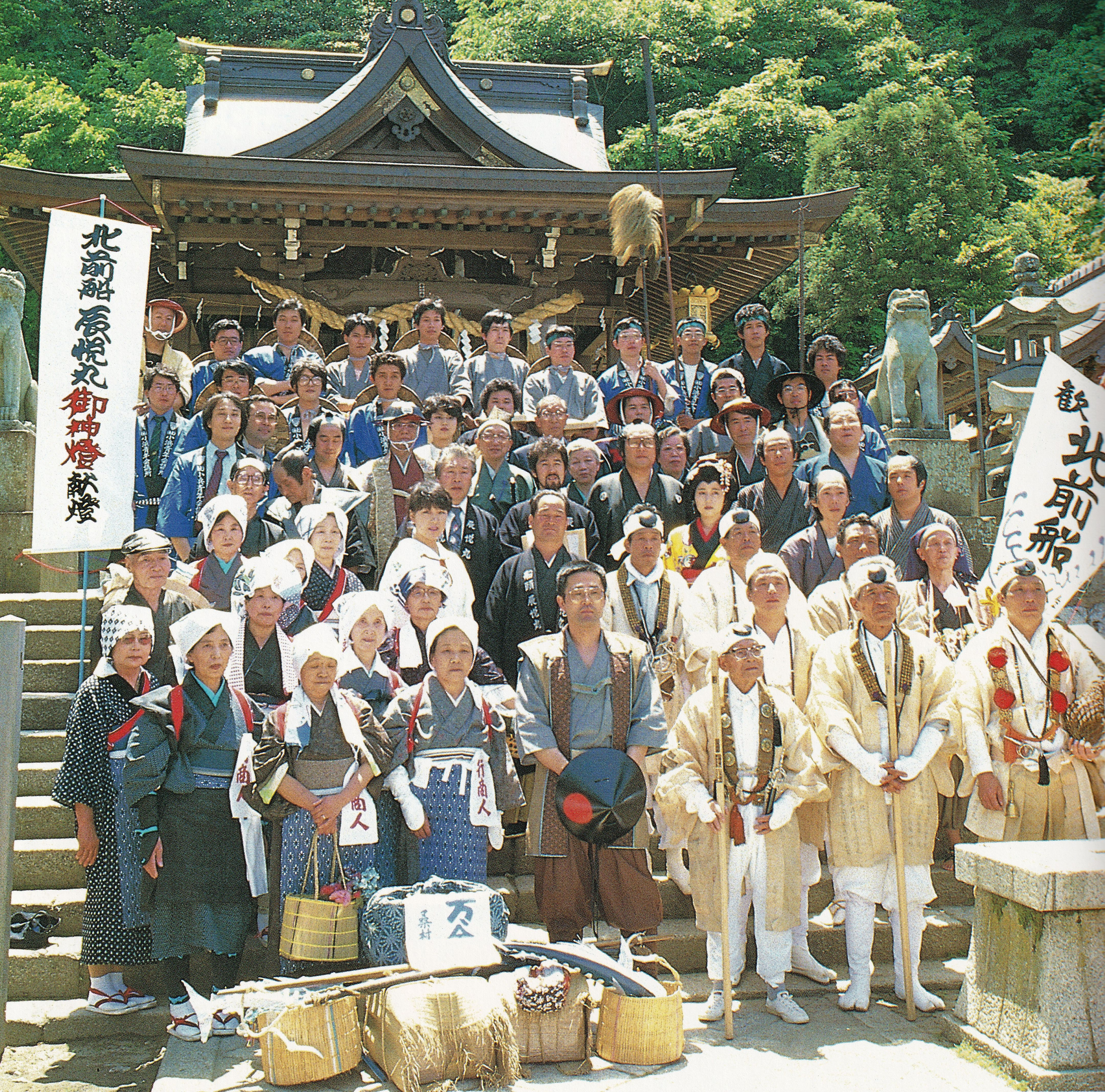
市民の江戸時代扮装による、八幡神社への御神灯巡行（小浜市）

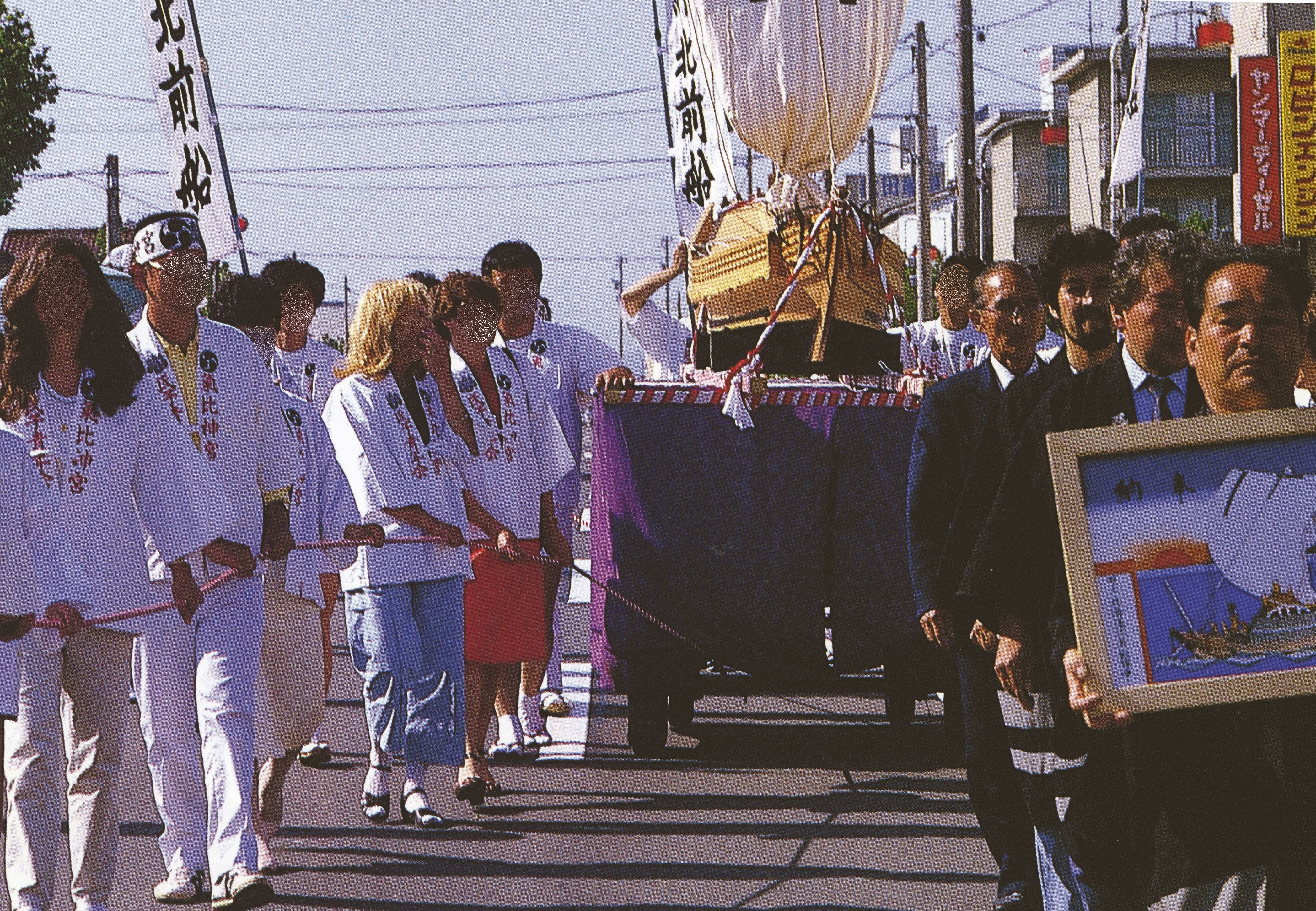
北前船の山車供奉とともに、船絵馬を気比神宮へ奉納（敦賀市）

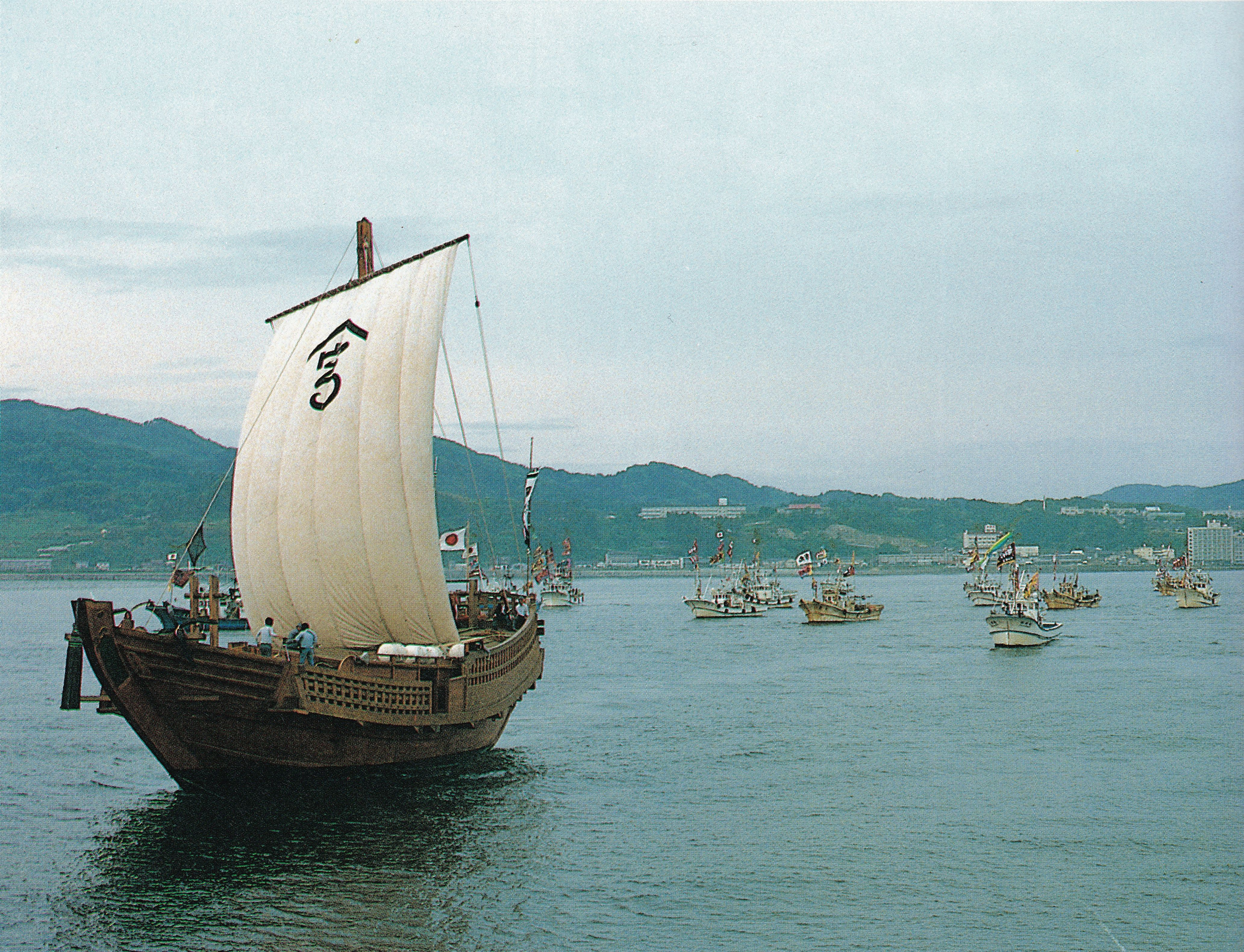
大漁旗を掲げた大船団をお供に輪島港に入港する復元北前船「辰悦丸」

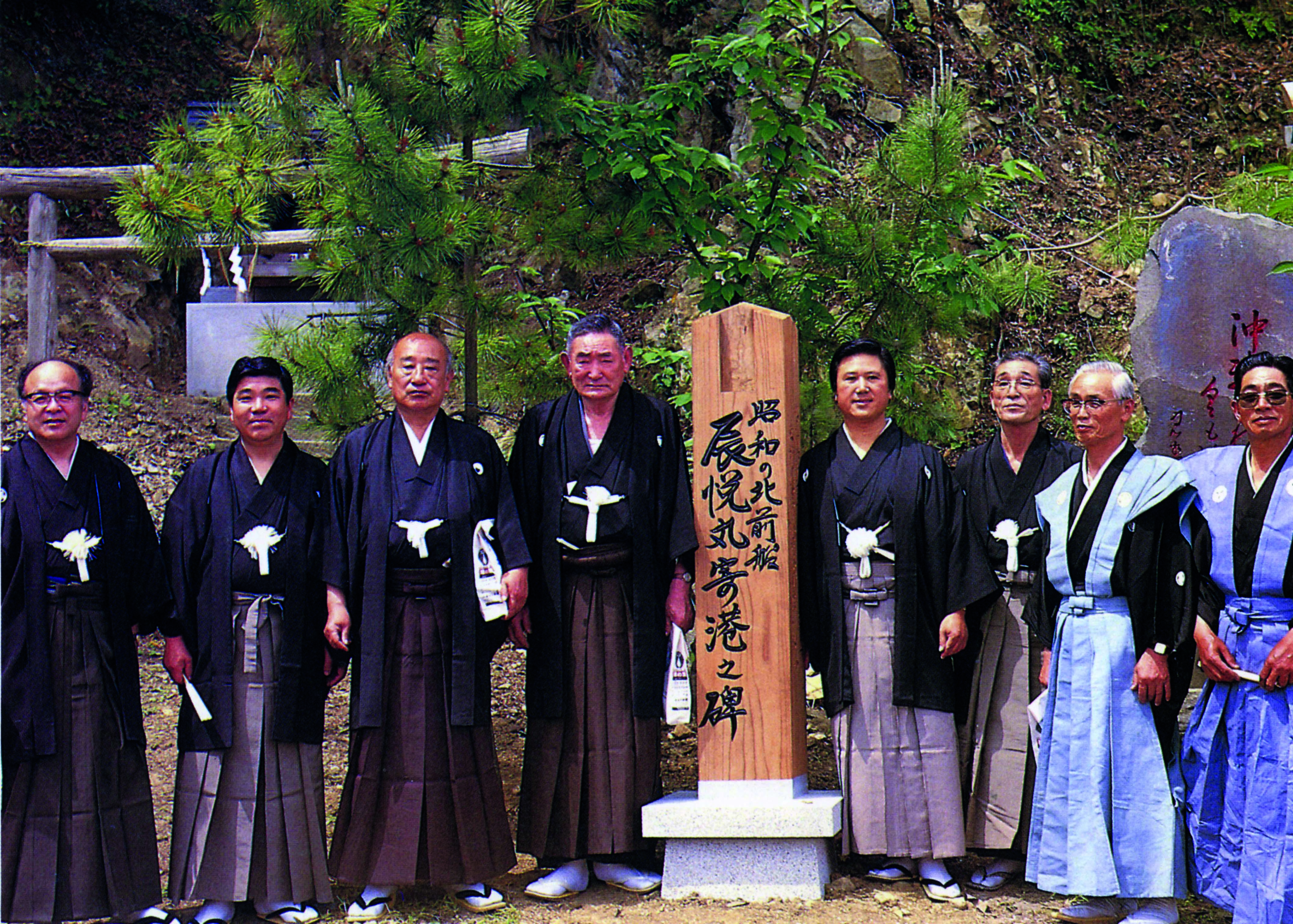
辰悦丸の寄港を記念して立てられた碑（輪島市）

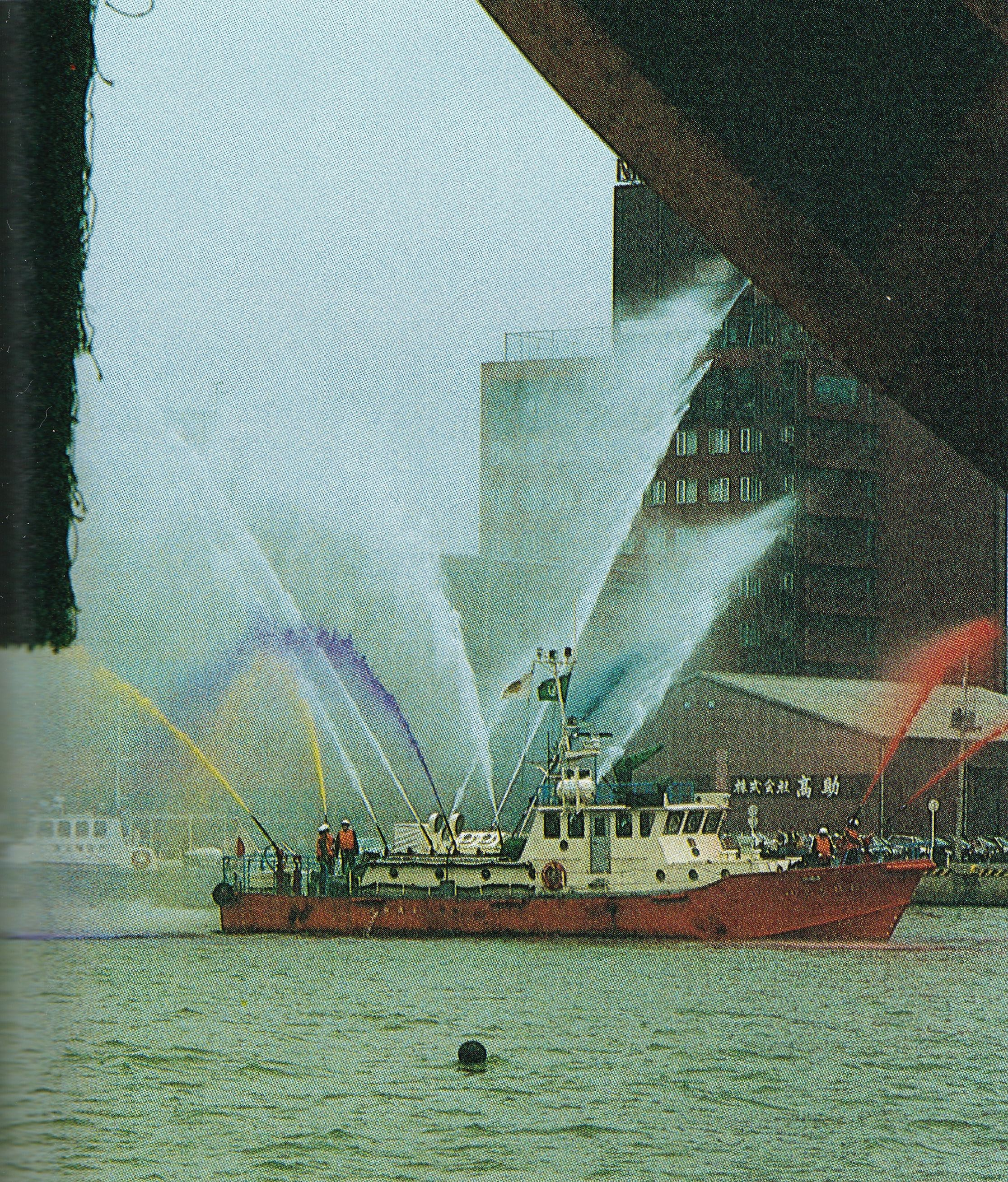
新潟港の消防艇による、辰悦丸への7色の歓迎放水

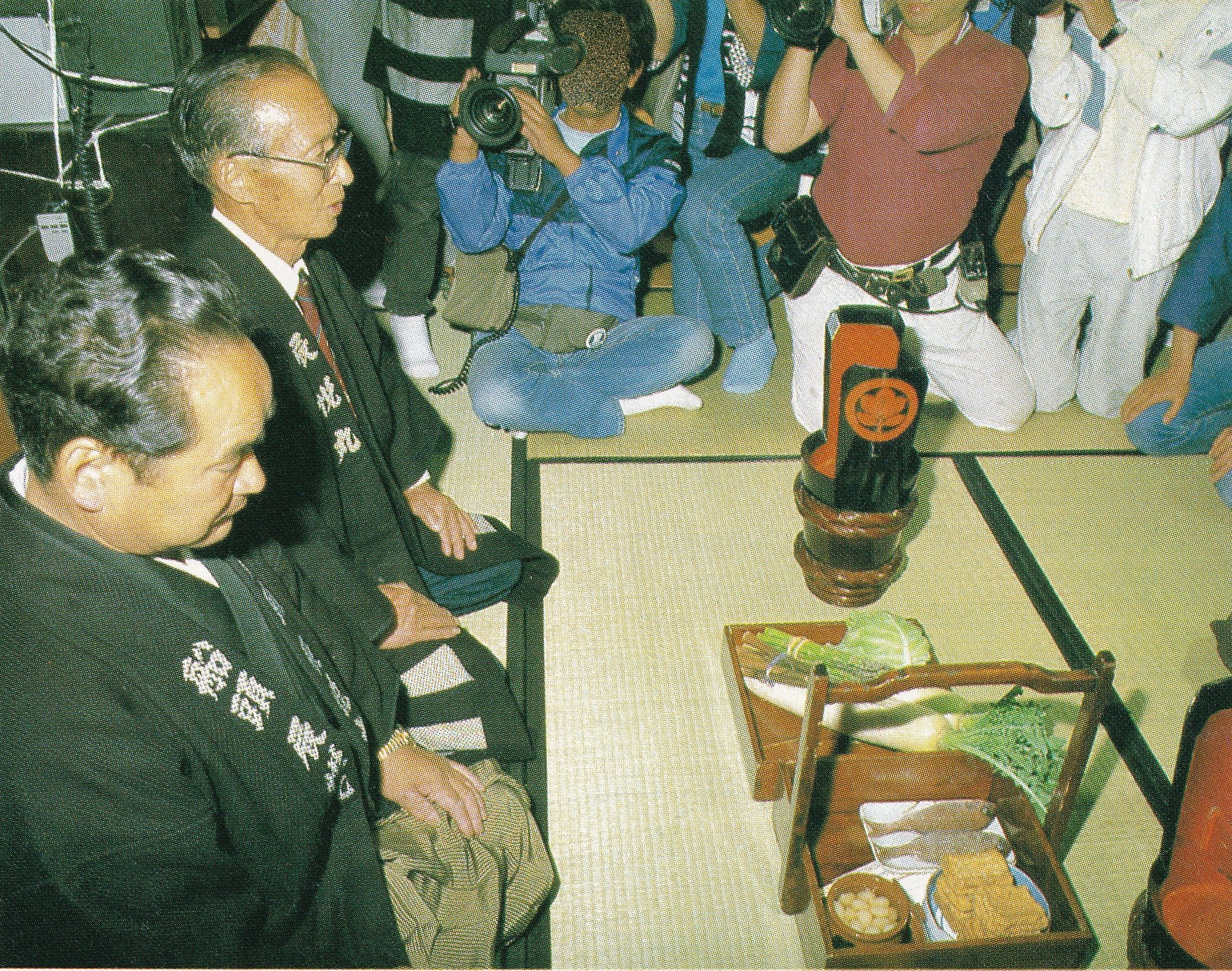
地元の荷主が船頭にお神酒を振る舞う古式「入船祝の儀」を再現（酒田市）

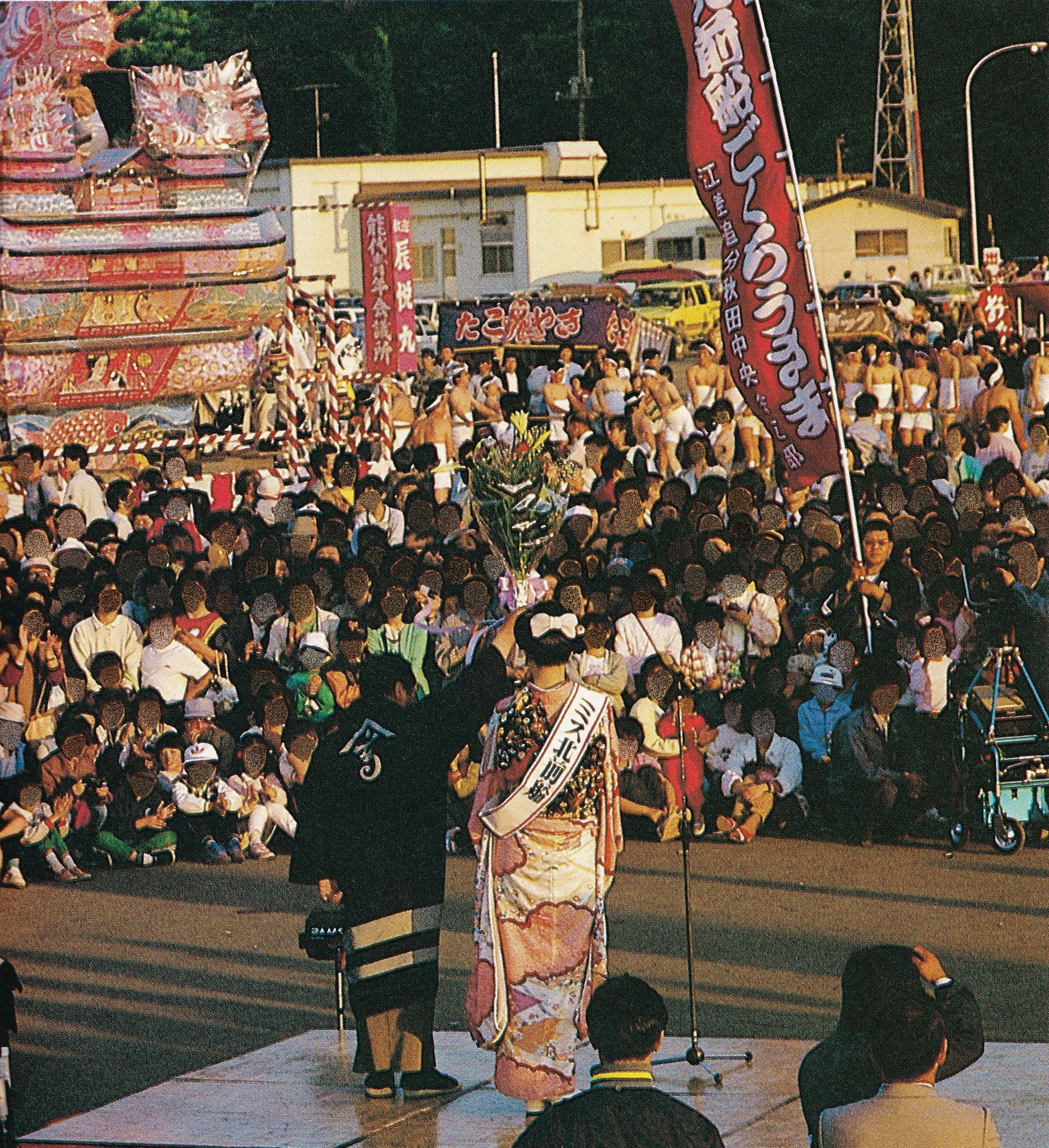
復元北前船「辰悦丸」歓迎式典（能代港）

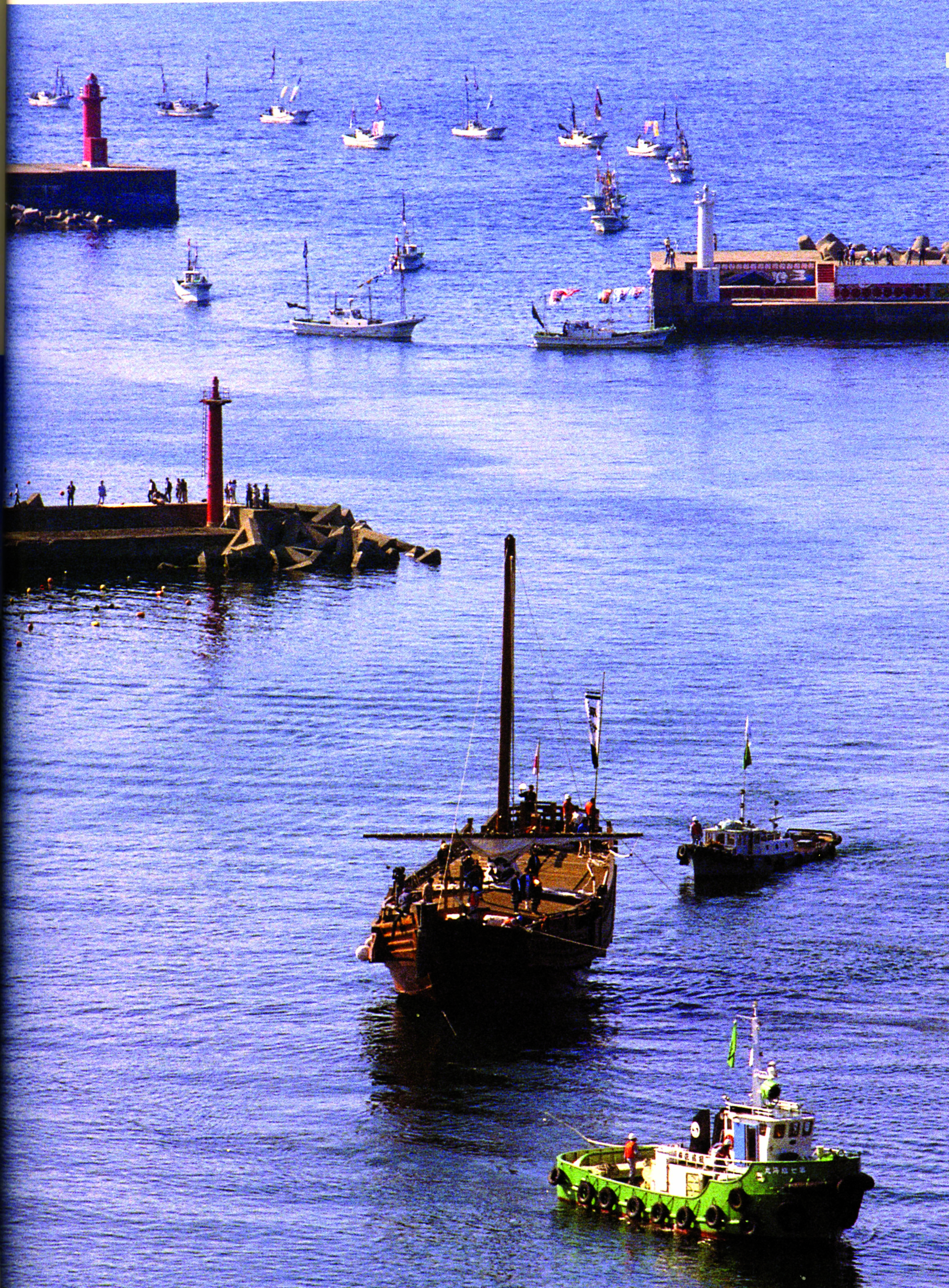
漁船による大船団を率いて入港する復元北前船「辰悦丸」（深浦港）

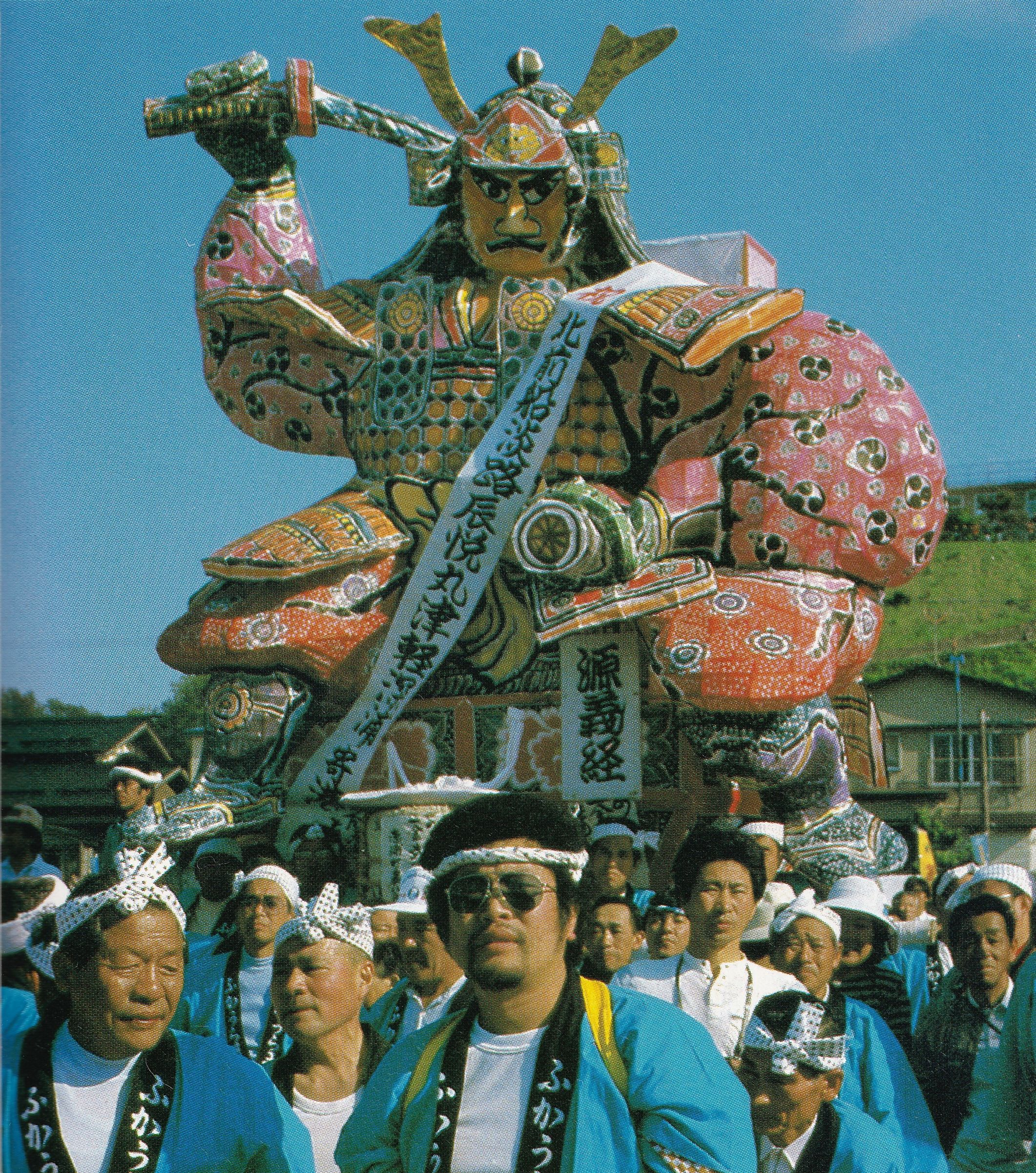
復元北前船「辰悦丸」歓迎式典会場にねぷた（深浦町）

回航は兵庫県津名郡津名町（現、淡路市）の津名港を出港地とし、瀬戸内海から関門海峡を通過して日本海を北上する航路で北海道檜山郡江差町の江差港までの各寄港地（下表参照）を経由し、津軽海峡を経由して函館市の函館港に寄港後、太平洋を東京都の東京港大井埠頭まで南下するという、本州を時計回りする航海が行われた。この航海では、江差追分師匠の青坂満を船頭役として、ほかに寺岡、船長の戎谷（えびすだに）綱平、NHK取材班、タグボート船員の合わせて16名（うち、全行程同乗者11名）で構成された船員が乗船している。

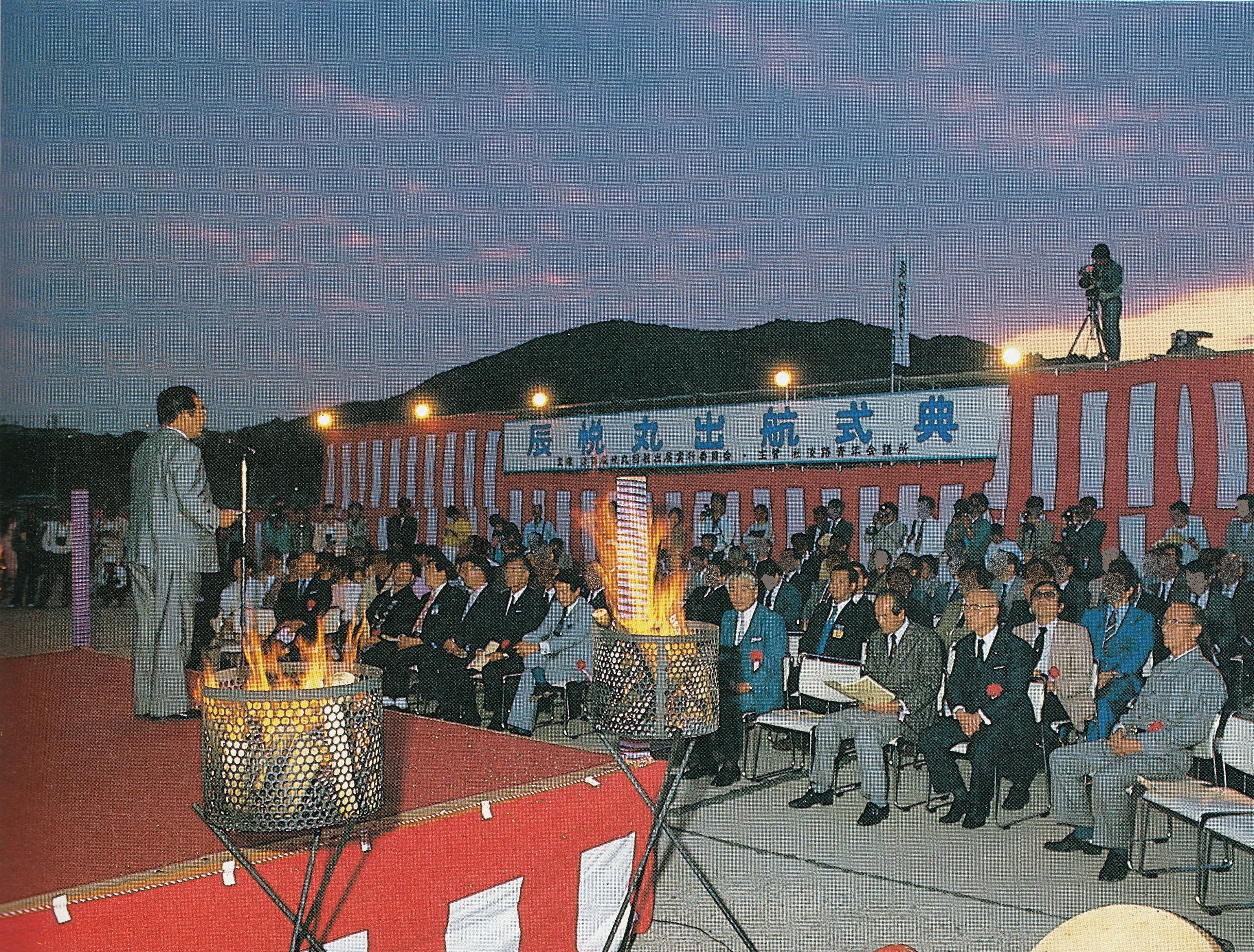
復元北前船「辰悦丸」出港式（津名港）

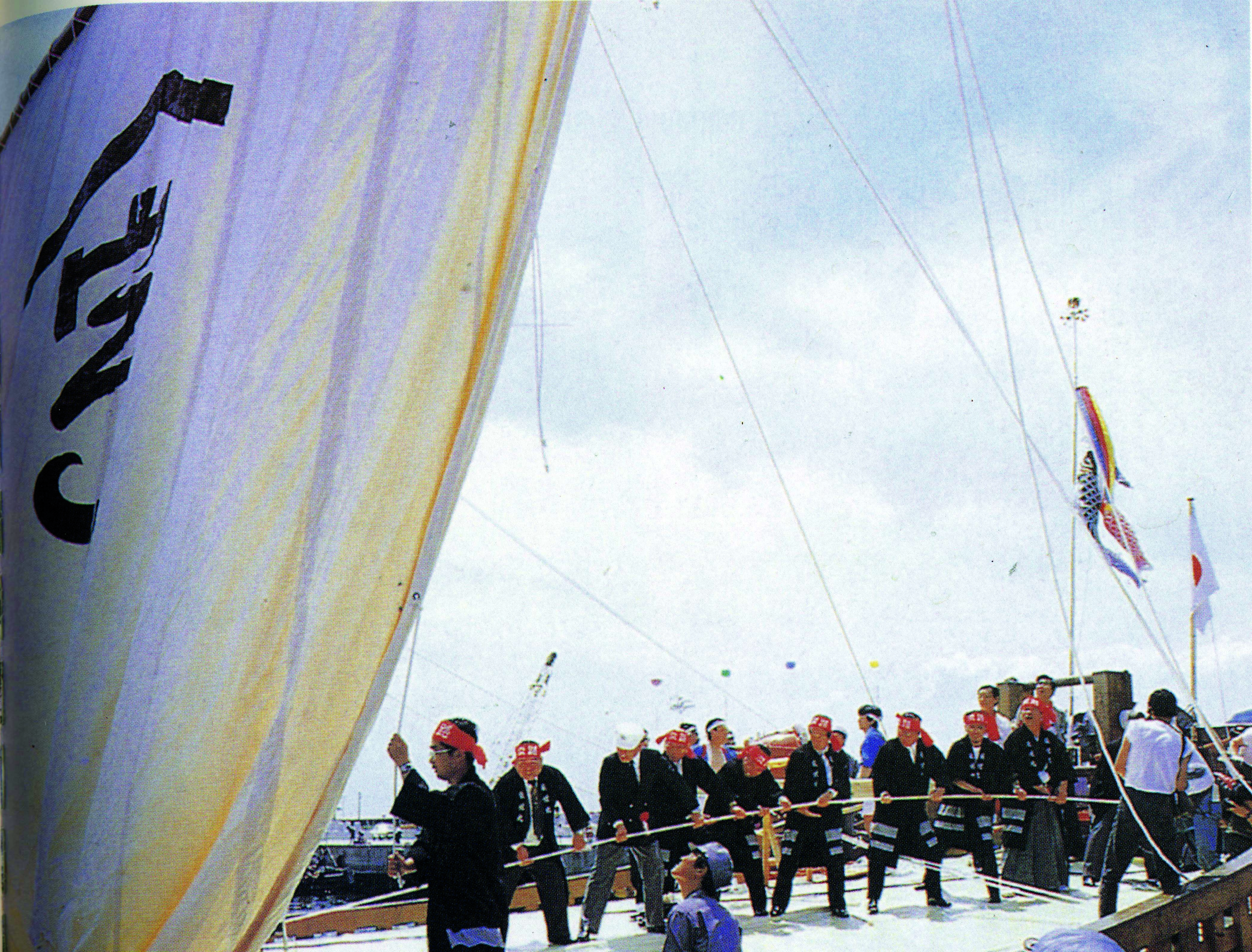
復元北前船「辰悦丸」淡路島出航前に帆を上げる様子

辰悦丸に乗船中の船頭役以下船員が夜間の航行時、安全上の交代での見張り人員を除いて就寝中に日本海の高波を受けて揺れる船の中で身体が転がってしまう事が多く、そのため就寝時は付近の帆柱などにロープを掛けて身体を固定して寝たという航海中のエピソードがある。
| 回航における寄港地 | 回航における寄港地   | 回航における寄港地 | 回航における寄港地 | 回航における寄港地 | 回航における寄港地 | 回航における寄港地 | 回航における寄港地 | 回航における寄港地 | 回航における寄港地 | 回航における寄港地         |
| 港間マイル | 寄港地               | 入港               | 入港               | 入港               | 入港               | 出航               | 出航               | 出航               | 出航               | 備考                       |
| --- | -------------------- | ------------------ | ------------------ | ------------------ | ------------------ | ------------------ | ------------------ | ------------------ | ------------------ | -------------------------- |
| 29 | 津名                 | 1986年             | 5月                | 4日                | 8:00               | 1986年             | 5月                | 5日                | 11:00              |                            |
| 29 | 大阪                 |                    | 5月                | 5日                | 19:00              |                    | 5月                | 7日                | 13:00              |                            |
| 86 | 丸亀                 |                    | 5月                | 8日                | 9:00               |                    | 5月                | 10日               | 8:00               |                            |
| 130 | 杵築（守江湾守江港） |                    | 5月                | 11日               | 14:00              |                    | 5月                | 12日               | 17:00              |                            |
| 88 | 下関                 |                    | 5月                | 13日               | 15:00              |                    | 5月                | 15日               | 17:00              |                            |
| 108 | 浜田                 |                    | 5月                | 17日               | 5:50               |                    | 5月                | 18日               | 15:00              |                            |
| 94 | 美保関               |                    | 5月                | 19日               | 9:00               |                    | 5月                | 19日               | 18:00              | 現、松江市美保関町         |
| 43 | 鳥取（賀露）         |                    | 5月                | 20日               | 13:00              |                    | 5月                | 21日               | 9:00               |                            |
| 32 | 竹野（兵庫）         |                    | 5月                | 21日               | 15:30              |                    | 5月                | 22日               | 18:00              |                            |
| 56 | 小浜                 |                    | 5月                | 23日               | 9:00               |                    | 5月                | 25日               | 7:30               | [ 注 2 ] [ 注 3 ] [ 注 4 ] |
| 35 | 敦賀                 |                    | 5月                | 25日               | 12:00              |                    | 5月                | 26日               | 19:00              |                            |
| 40 | 三国                 |                    | 5月                | 27日               | 9:00               |                    | 5月                | 28日               | 16:00              |                            |
| 87 | 輪島                 |                    | 5月                | 29日               | 9:00               |                    | 5月                | 30日               | 17:00              |                            |
| 73 | 小木（佐渡島）       |                    | 5月                | 31日               | 13:30              |                    | 6月                | 1日                | 13:00              |                            |
| 39 | 新潟                 |                    | 6月                | 1日                | 19:00              |                    | 6月                | 4日                | 17:00              |                            |
| 74 | 酒田                 |                    | 6月                | 5日                | 9:00               |                    | 6月                | 7日                | 8:00               |                            |
| 54 | 秋田土崎（秋田港）   |                    | 6月                | 7日                | 18:00              |                    | 6月                | 9日                | 10:00              |                            |
| 47 | 能代                 |                    | 6月                | 9日                | 18:00              |                    | 6月                | 11日               | 9:00               |                            |
| 32 | 深浦                 |                    | 6月                | 11日               | 16:00              |                    | 6月                | 13日               | 18:00              |                            |
| 81 | 江差                 |                    | 6月                | 14日               | 10:00              |                    | 6月                | 21日               | 21:00              |                            |
| 83 | 函館                 |                    | 6月                | 22日               | 10:00              |                    | 6月                | 23日               | 9:00               |                            |
| 540 | 東京                 |                    | 6月                | 27日               | 8:00               |                    | 6月                | 30日               | 13:00              |                            |
| * 同じ入出港年は最上段のみ記載し、以降は省略しています * 寄港地の名称は参考文献に記載されている回航当時のもので、名称変更等されている場合は備考欄に記載しています |                      |                    |                    |                    |                    |                    |                    |                    |                    |                            |

出港地の津名と各寄港地では辰悦丸の見学会が行われたほかに、次のような数々の式典や歓迎行事が行われた。
- 兵庫県津名郡津名町（現、淡路市） - 津名港

ここでは出航式典が執り行われた。伊弉諾神宮から聖火を採火して辰悦丸船内に搬入され、文楽やタコ踊りなどの伝統芸能が披露された。
- 大阪府大阪市 - 大阪港

歓迎式典のほか、航行の安全祈願として住吉大社に船絵馬が奉納された。また寄港中とその前後に、大阪港沖や港湾内にてソビエト連邦（当時）などの船舶と交歓している。
- 香川県丸亀市 - 丸亀港

入港接岸時、陸上自衛隊第二混声団音楽隊（当時）による「こんぴら舟々〔ママ〕」の演奏と、市内の東・西・城北・丸亀高校付属幼稚園児（当時）及び丸亀市立西中学校生徒による団扇の打ち振るい歓迎が行われた。歓迎式典は丸亀お城まつりの「24時間お城まつり実行委員会」により開催され、青坂満の江差追分と丸亀民謡同好会との民謡交歓や、塩飽八幡太鼓による歓迎が行われた。また、港内航行中にすれ違ったフェリーに乗船中だった修学旅行中の生徒と交歓している。

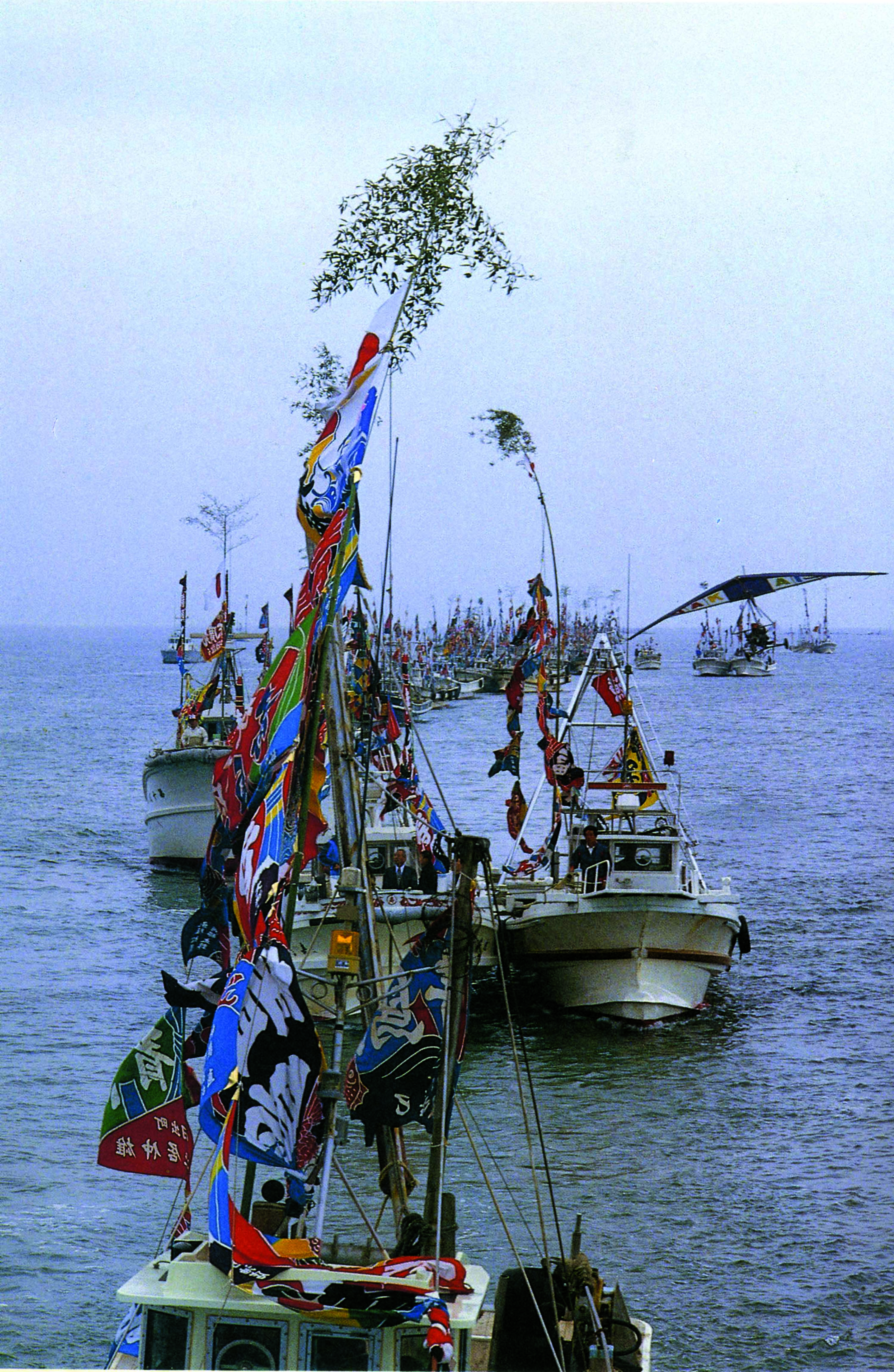
復元北前船「辰悦丸」を出迎える大船団（杵築港）

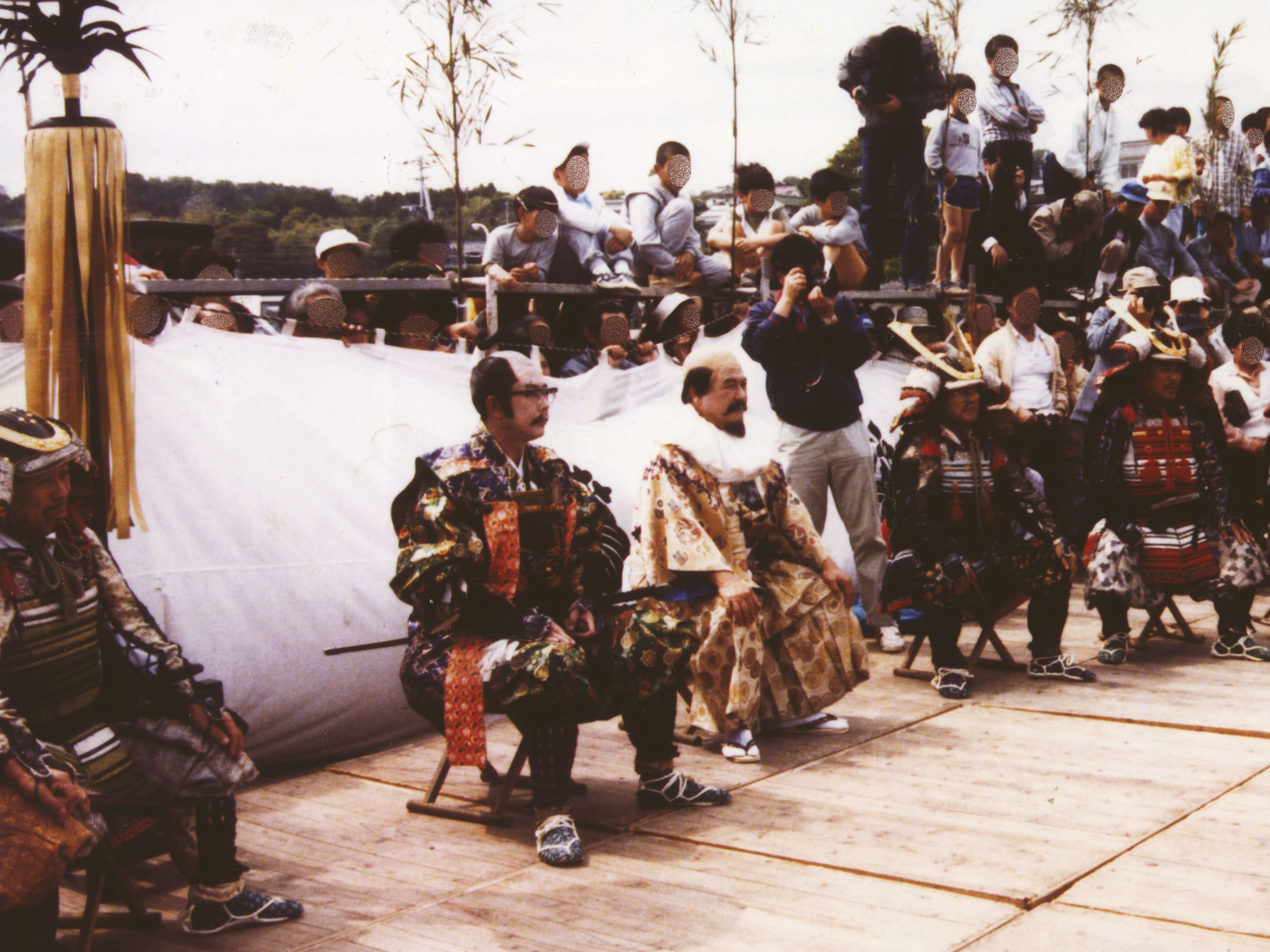
杵築港にて平松守彦大分県知事（当時）が大友宗麟に扮し、復元北前船「辰悦丸」を出迎える

- 大分県杵築市 - 杵築（守江港）

入港時は大漁旗と竹を上げた漁船の一段によって歓迎の出迎えがあり、接岸後の歓迎式典として「豊の国海の祭典IN城下町杵築」が停泊地を中心に大々的に行われた。式典には15,000人が詰めかけたと報じられている。
- 山口県下関市 - 下関港

入港時は消防艇による歓迎放水が行われたほか、接岸直前には花火の打ち上げも行われた。接岸後には下関海洋少年団による青坂満船頭役・林正信江差町議会議長（当時）他5名への花束贈呈の後、平家踊りや下関市吹奏楽団の演奏が披露された。寄港中は市内のシーモールパレスにて「北前船セミナー」も開催されたほか、淡路島の伊弉諾神宮から採火された御神灯の火を地元の亀山八幡宮に奉納する神事も行われた。
- 島根県浜田市 - 浜田漁港

寄港後、大歳神社（浜田市長海町）への船絵馬奉納が行われ、歓迎式典として岩見神楽「八岐の大蛇〔ママ〕」や郷土芸能の和太鼓演奏が披露された。
- 島根県八束郡美保関町（現、松江市） - 美保関漁港

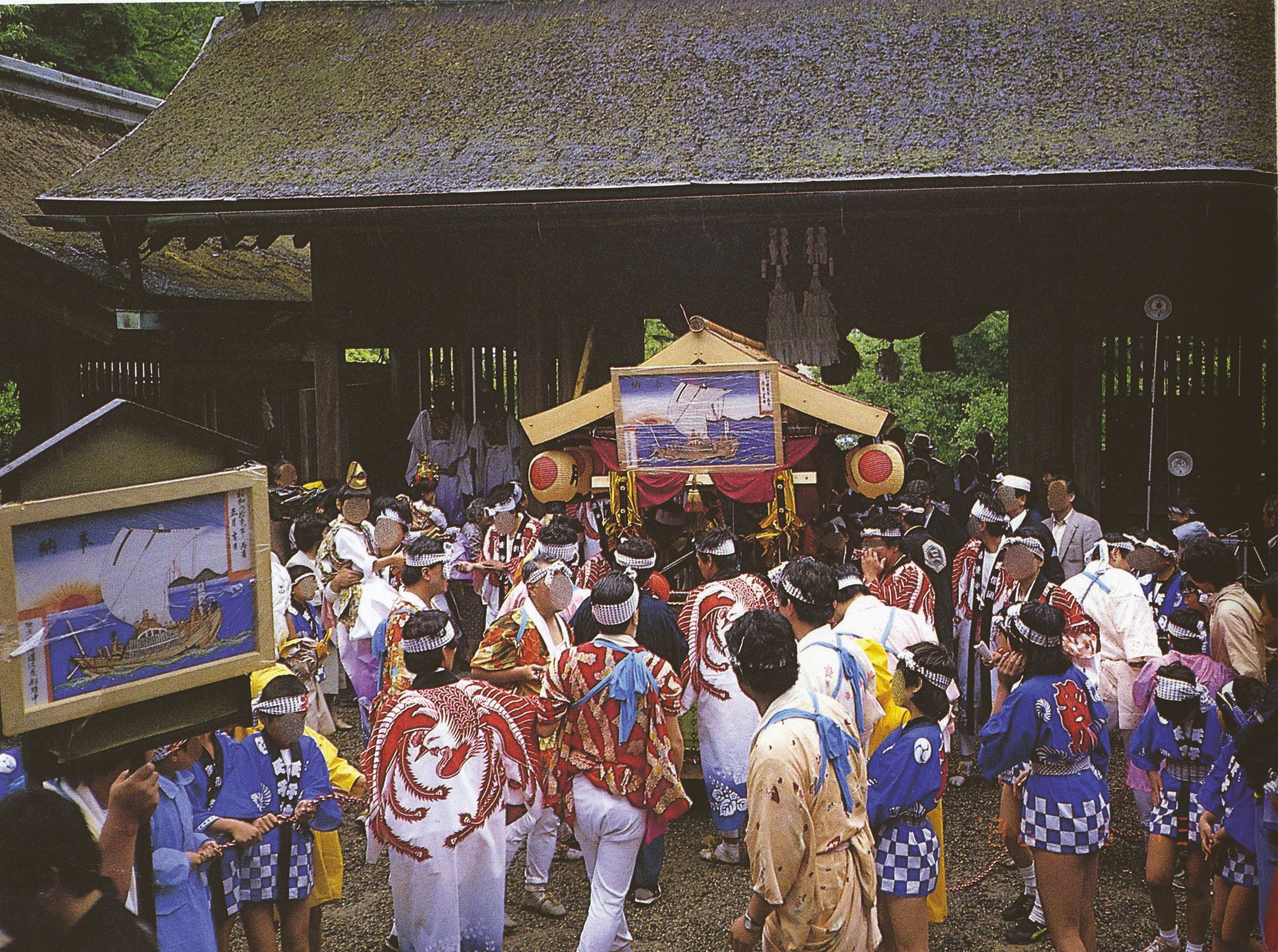
美保神社に向かう、復活した「ホーラエッチャ」（当時の美保関町）

大漁旗を上げた20隻の漁船の出迎えを受けて入港し、接岸する岸壁には300本の歓迎の幟が立てられた。接岸後は58年ぶり（当時）に復活した地元祝賀行事の「ホーラエッチャ」や「壇尻」が繰り広げられ、美保神社までの行列が行われたほか、江差追分と関の五本松節の競演会が開かれた。
- 鳥取県鳥取市 - 鳥取港（賀露）

鳥取港賀露地区が元は賀露港と呼ばれ、北前船交易ゆかりの港だった事に由来しての寄港で、当時の西尾邑次鳥取県知事による歓迎挨拶と、因幡のかさ踊り披露、辰悦丸からの御神灯本納、地元の賀露神社や羽合町（現、湯梨浜町）の湊神社からの祈願札贈呈が行われた他に、岸壁にて海産物フェアと、羽合町（現、湯梨浜町）所蔵の実際に北前船で使われた船道具を集めた歴史資料展が開催された。
- 兵庫県城崎郡竹野町（現、豊岡市） - 竹野港（竹野浜・竹野漁港）

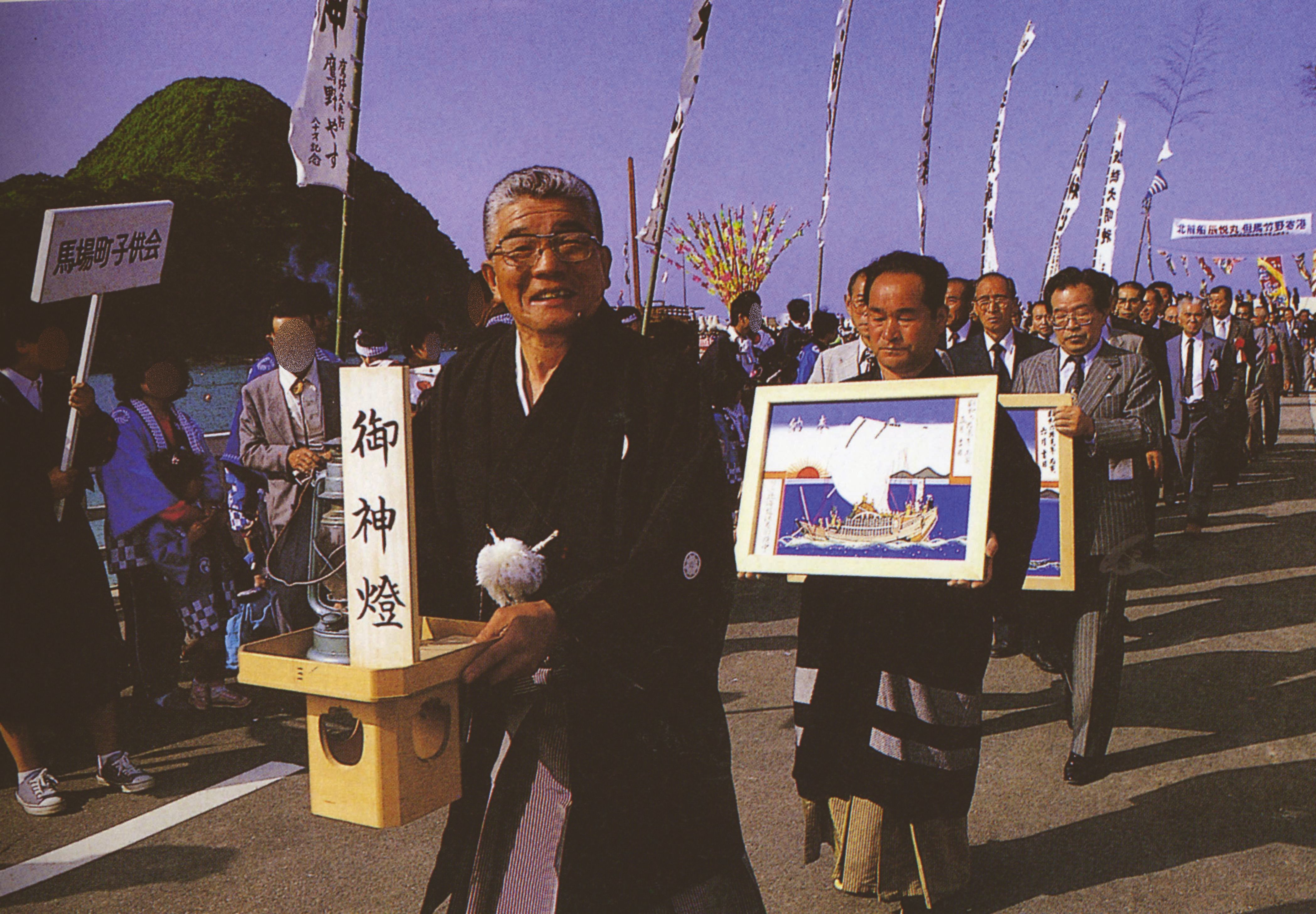
御神燈と船絵馬を鷹野神社に奉納（当時の竹野町）

竹野浜漁業協同組合（当時、現在のなぎさ信用漁業協同組合連合会）に所属する20隻の大漁旗を上げた漁船団に伴走されつつ入港し、接岸までの間に打ち上げられた花火を合図にウィンドサーフィンによる歓迎セーリングも行われた。接岸後は竹野町（現、豊岡市）の鷹野神社への御神灯及び船絵馬奉納が行われ、竹野浜の砂浜特設ステージにて傘おどり・相撲甚句・青坂満船頭役による江差追分の競演が披露された他に、ステージ周辺で丹波の物産展も催された。
- 福井県小浜市 - 小浜漁港

大漁旗を上げた漁船・蘇洞門巡りの観光遊覧船・ヨットなど10数隻の船舶と市民ら2,000人の出迎えを受けて入港・接岸。中学生によるブラスバンド演奏と丁髷と裃姿の小浜藩主に扮した吹田安兵衛市長や武士・町人姿に扮した関係者による歓迎式典が行われ、そのまま市長以下関係者と共に八幡神社（男山神社）への御神灯奉納が行われた。また市内の会場でレセプションが行われて郷土芸能が披露され、その宴席には限定商品の、北前船の絵をあしらった缶ビールが振る舞われた。
- 福井県敦賀市 - 敦賀港

大漁旗を上げた5隻の漁船に歓迎されて蓬莱岸壁に接岸。青坂満船頭役が船絵馬を持っての下船時は福井県立敦賀高等学校のブラスバンド演奏や集まった市民などの見物客による拍手による歓迎を受けた。その後の式典で篠原憲司敦賀青年会議所理事長・栗田正敦賀市助役（いずれも当時）による歓迎挨拶を受け、北前船模型などを曳きながらの氣比神宮への御神灯・船絵馬奉納行列が行われた。また敦賀市民文化センターにて北前船シンポジウムも行われ、シンポジウムにおいて江差追分を含めた民謡の交歓なども行われた。
- 福井県坂井郡三国町（現、坂井市三国町） - 三国港（福井港・三国港地区）

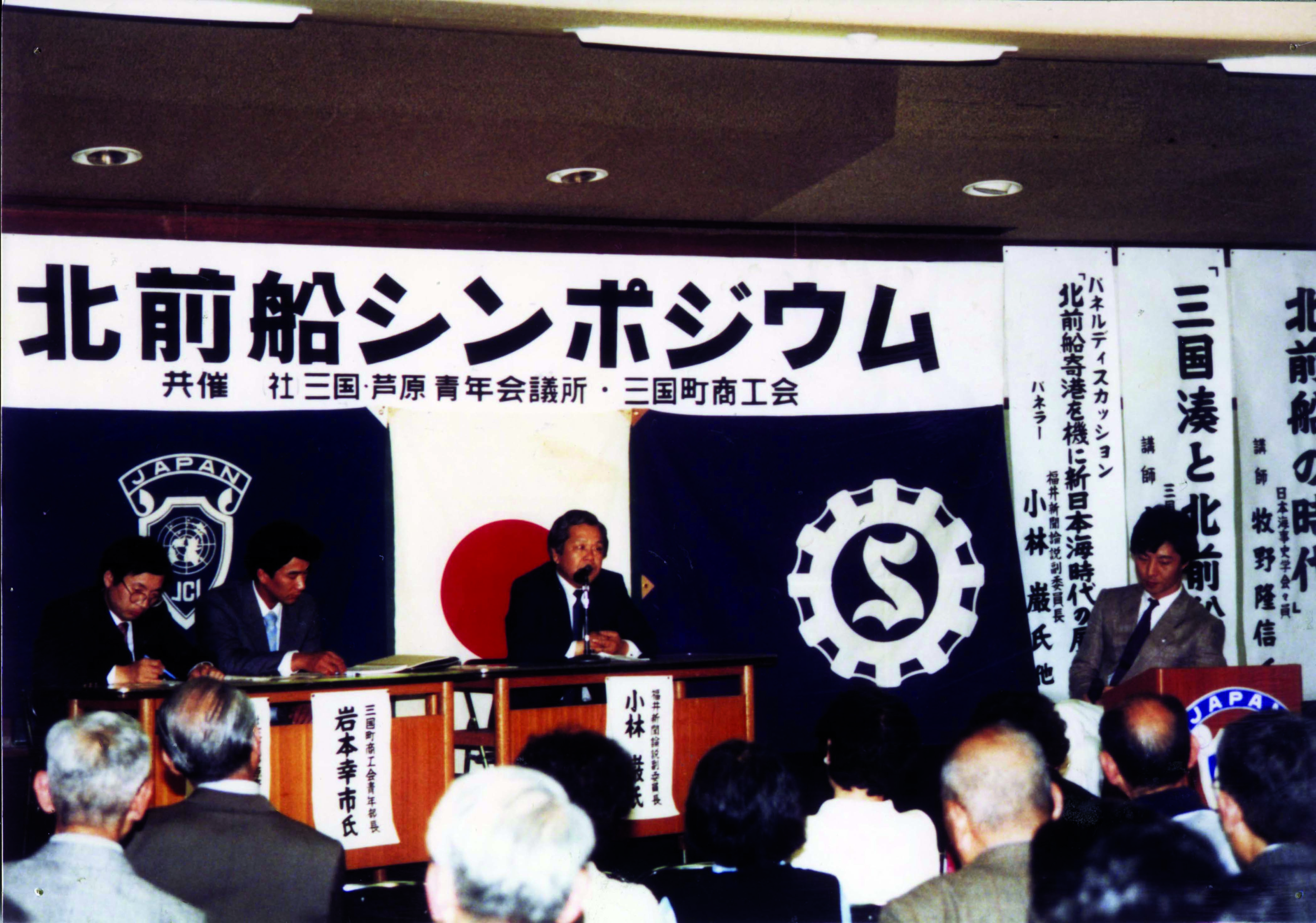
当時の三国町で行われた北前船シンポジウム

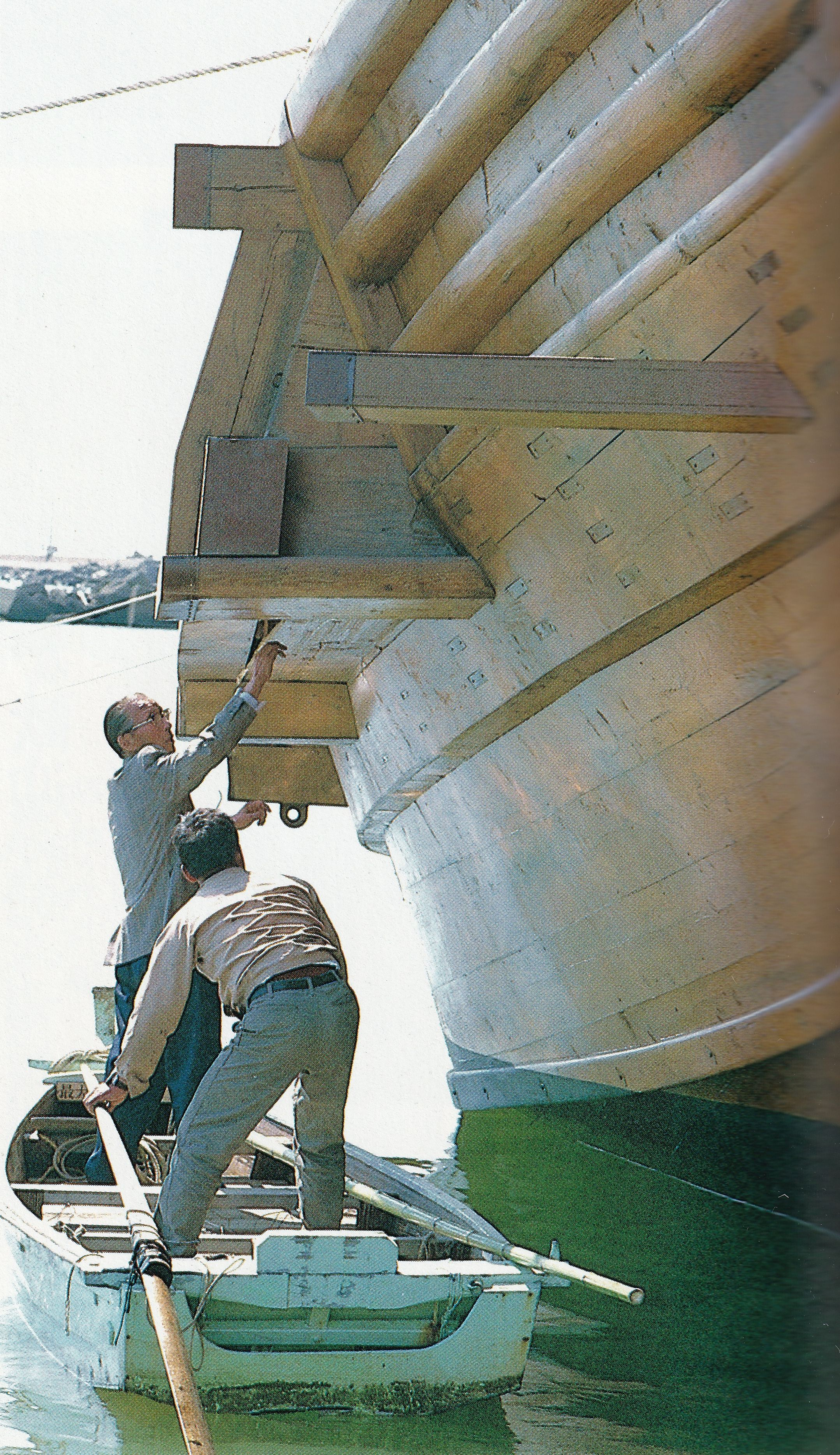
寺岡義一社長による復元北前船「辰悦丸」の点検（三国港）

歓迎式典が開催され、その一環で三国町消防団（当時）による梯子乗りが披露されたほか、社団法人三国・芦原青年会議所と三国町商工会の共催で北前船シンポジウムが行われた。また、回航中の辰悦丸は各寄港地において必ず点検を行っているが、三国港寄港時において寺岡自らが辰悦丸を点検している様子を写した写真が残されている。
- 石川県輪島市 - 輪島港

大漁旗を立てた約20隻の漁船による出迎えを受けて入港の後に接岸。青坂満船頭役の下船後には4歳（当時）の子供2名による花束贈呈が行われ、輪島まだら保存会20名による伊勢音頭を謡いながらの先導によって輪島岬〔ママ〕の弁天神社の歓迎式典会場に移動し、式典が行われた。式典では「昭和の北前船 辰悦丸寄港之碑」除幕式の後、陣羽織姿で代官に扮した塩安誠治北前船寄港実行委員会会長兼輪島商工会議所会頭による歓迎挨拶を受け、郷土芸能の「御陣乗太鼓」なども披露された。
- 新潟県佐渡郡小木町（現、佐渡市） - 小木港

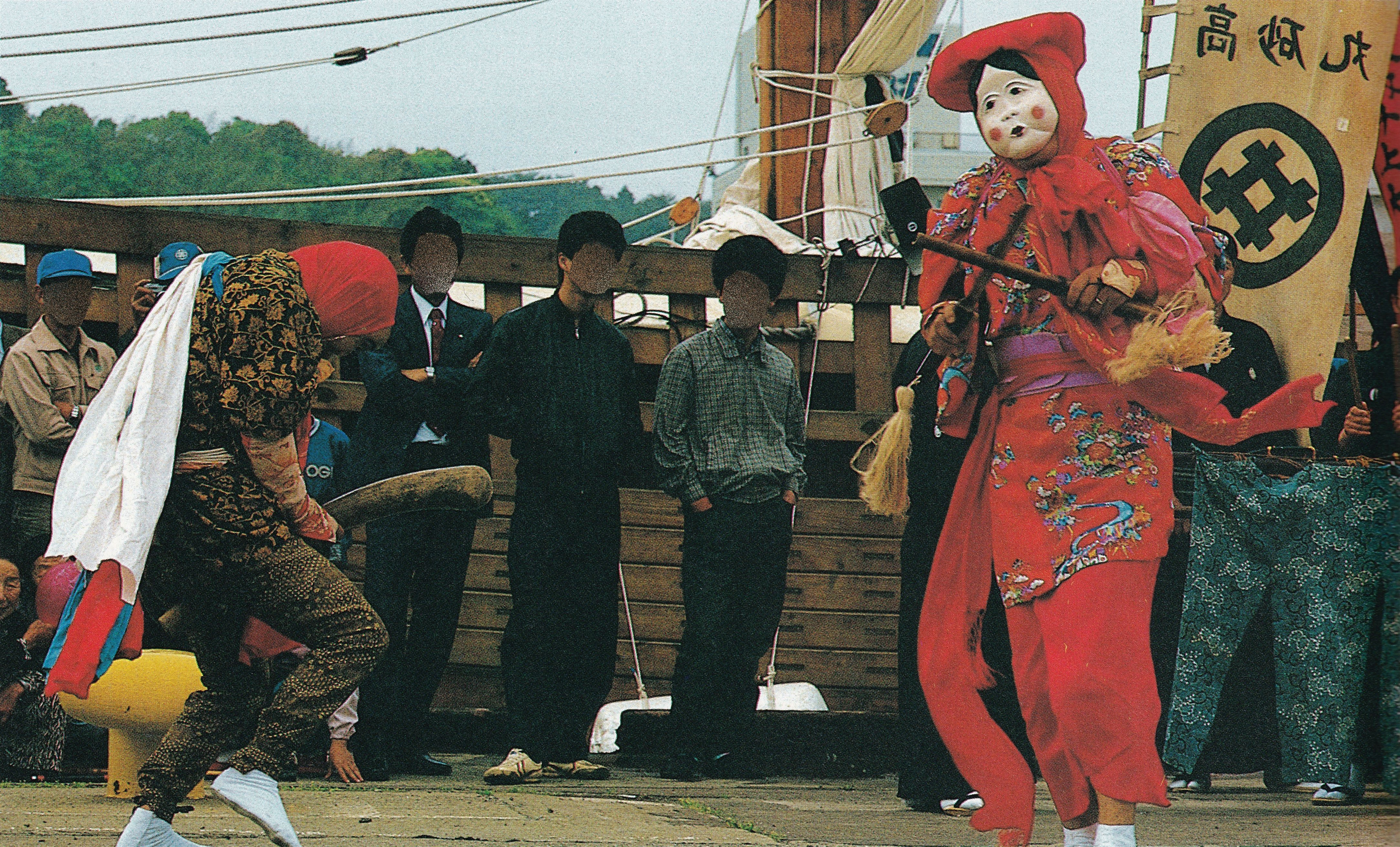
歓迎式典の佐渡おけさ踊り（佐渡島、当時の小木町）

入港時は佐渡島名物のたらい舟50艘による海上パレードの歓迎を受け、その後は大漁旗を上げた漁船パレードの先導を受けて接岸。接岸後は寺岡をたらい舟みこしに乗せての歓迎が行われた。歓迎式典は小木町（当時）主導で結成された北前船回航計画小木町実行委員会主催で行われ、歓迎式典、江差・小木芸能大会、サザエ祭りなどといったイベントが行われた。
- 新潟県新潟市 - 新潟港

入港時は消防艇からの7色の歓迎放水が行われた。接岸後は信濃川右岸に設けられた会場にて歓迎式典が行われ、新潟市消防局音楽隊の演奏と花火の打ち上げに迎えられて青坂満船頭役を先頭に乗組員が上陸したのを皮切りに、民謡流し（万代太鼓）・ブラスバンド演奏などが行われた。また寄港中、寺岡と佐渡汽船株式会社社長（当時）の古川長四郎との交流が行われている。
- 山形県酒田市 - 酒田港

入港前には沖合で万国旗を掲げたヨットなど約30隻の歓迎を受けた。入港接岸後の岸壁では歓迎式典が行われ、式典では郷土芸能・酒田ばやし保存会による篠笛と太鼓の演奏などが行われた。歓迎式典後には地元の「荷主」役の家屋に場所を移してて船頭にお神酒を振る舞う「入船祝の儀」も行われている。また辰悦丸の寄港期間中に合わせて酒田港を見下ろす日和山公園にて、酒田JCが主体となって北前船往来当時の賑わいを再現した「江戸村」を開村し、昔の扮装をした店員による居酒屋や船箪笥屋などの営業のほか、大道芸の披露も行われた。
- 秋田県秋田市 - 秋田土崎（秋田港・土崎港）

入港時間が18:10となった事から港に篝火が焚かれ、北前船最盛期さながらの夜間入港となった。寄港中は歓迎式典の他に江差追分の民謡大会や資料展が行われている。なお寄港中は帆を張る事が出来なかったためにその点が不評だったが、寄港中に出店した20数店の出店は賑わいを見せていた。
- 秋田県能代市 - 能代港

地元のボートや漁船など約20隻の出迎えを受けて入港し、接岸までは郷土民謡・能代舟歌のメロディーが流れ、ふ頭から能代たこ揚げ大会に使われる能代凧のベラボー揚げと能代役七夕の灯籠による出迎えを受けた。歓迎式典ではミス北前船らによる花束贈呈のほか、能代市側からあきたこまちの米俵・秋田杉の板材・阿仁町（現、北秋田市）の鉱石と、能代市商工会議所からミニ七夕の贈呈が行われた。寄港中は能代市文化会館大ホールに会場を移して太鼓フェスティバルが開催されたほか、船頭以下乗組員を含む関係者による日吉神社への参拝も行われている。
- 青森県西津軽郡深浦町 - 深浦港

往時の北前船運行当初から難所とされてきた岩崎村（現在は深浦町の一部）・大間越沖合から黄金崎までの間を無事に通過し、艫作漁業協同組合（現在の新深浦町漁業協同組合艫作支所）と深浦漁業協同組合から出迎えの漁船30隻が辰悦丸の船尾に続きつつの入港となった。接岸後の歓迎式典ではミス深浦による青坂満船頭役への花束贈呈、御神灯の木村義信江差町長から浜田勇総務課長への引き継ぎ、来賓祝辞を経て鏡開きとテープカットによる一般公開開始行事が行われた。到着日からは「北前船まつり」が開催され、国鉄（当時）の五能線・弘前駅 - 深浦駅間で国鉄初の黄金の花列車が運行されたのをはじめ、近隣15市町村（当時の数）参加の西北五物産展、郷土芸能の深浦小唄流し踊り、「侫武多（ねぶた）」を歌唱した歌手の桜井かずみをゲストに迎えてのカラオケ大会、ミニSL列車運行、網掛け（網引き）などといったイベントが行われた。

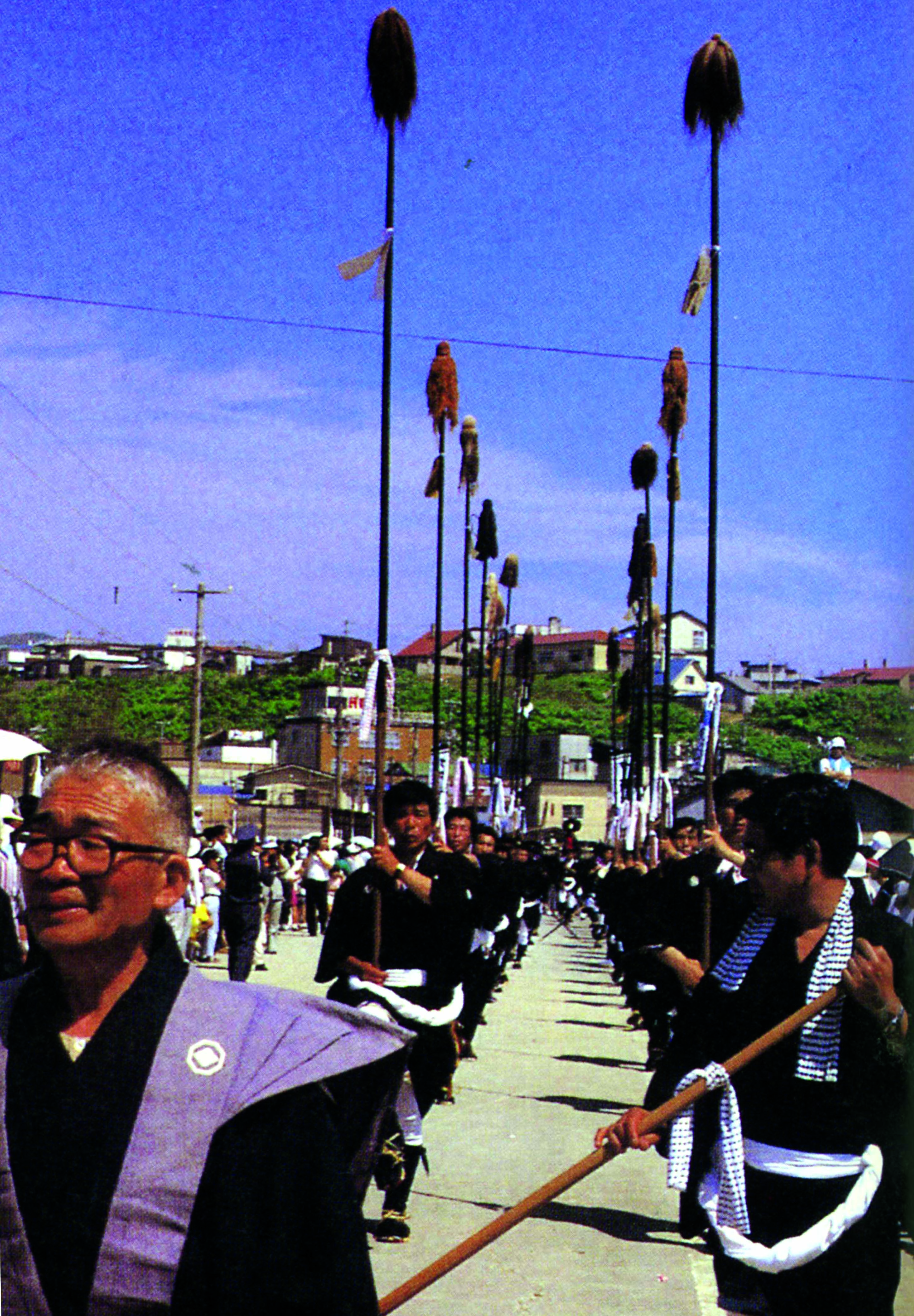
姥神大神宮への復元北前船「辰悦丸」大回航終了報告に向かう奴振り行列（江差港）

- 北海道檜山郡江差町 - 江差港

入港・接岸時には姥神大神宮渡御祭に使われる山車（ヤマ）の内の8基による出迎えを受け、接岸後は古式に則った船改めを行った後に無事航海を終えた事を姥神大神宮へ報告する神事が奴振り先導のもとで行われた。
寄港期間中は歓迎イベントとして「北前船まつり」が開催されて、歓迎式典、北前船サミットの開催、「芝居小屋」開設による日本海芸能祭の開催、日程別に町内の下町（現、いにしえ街道）から鴎島、及び上町（江差町道円山通りと北海道道215号江差停車場線を含めた経路）から鴎島までの経路で行われた奴振り・武士・商人・花魁・芸者・追分踊りなどによる時代行列、メイン会場となる辰悦丸の停泊場所に近い鴎島の近辺で杉間伐材を用いて作られた浜小屋（屋台）や北前炉ばたを含めた飲食スペースが設けられた。
メイン会場となった鴎島以外でも、中村家・横山家・江差追分会館を会場とした北前船特別展が行われ、その内の江差追分会館では吉村昭をゲストに「夜なべ講義」も開催されたほか、上町・本町「山の上商店街」でも各種協賛行事が開催された。
最終日の出航式典では厳かな鎮魂祭が執り行われ、式中にて回航計画実行委員会事務局長・萩原猛志による「北前船宣言」が読み上げられた。式典終了後は、鴎島遊歩道に設置の松明の篝火と町内の各寺院によって打ち鳴らされた梵鐘の音に見送られて出航した。

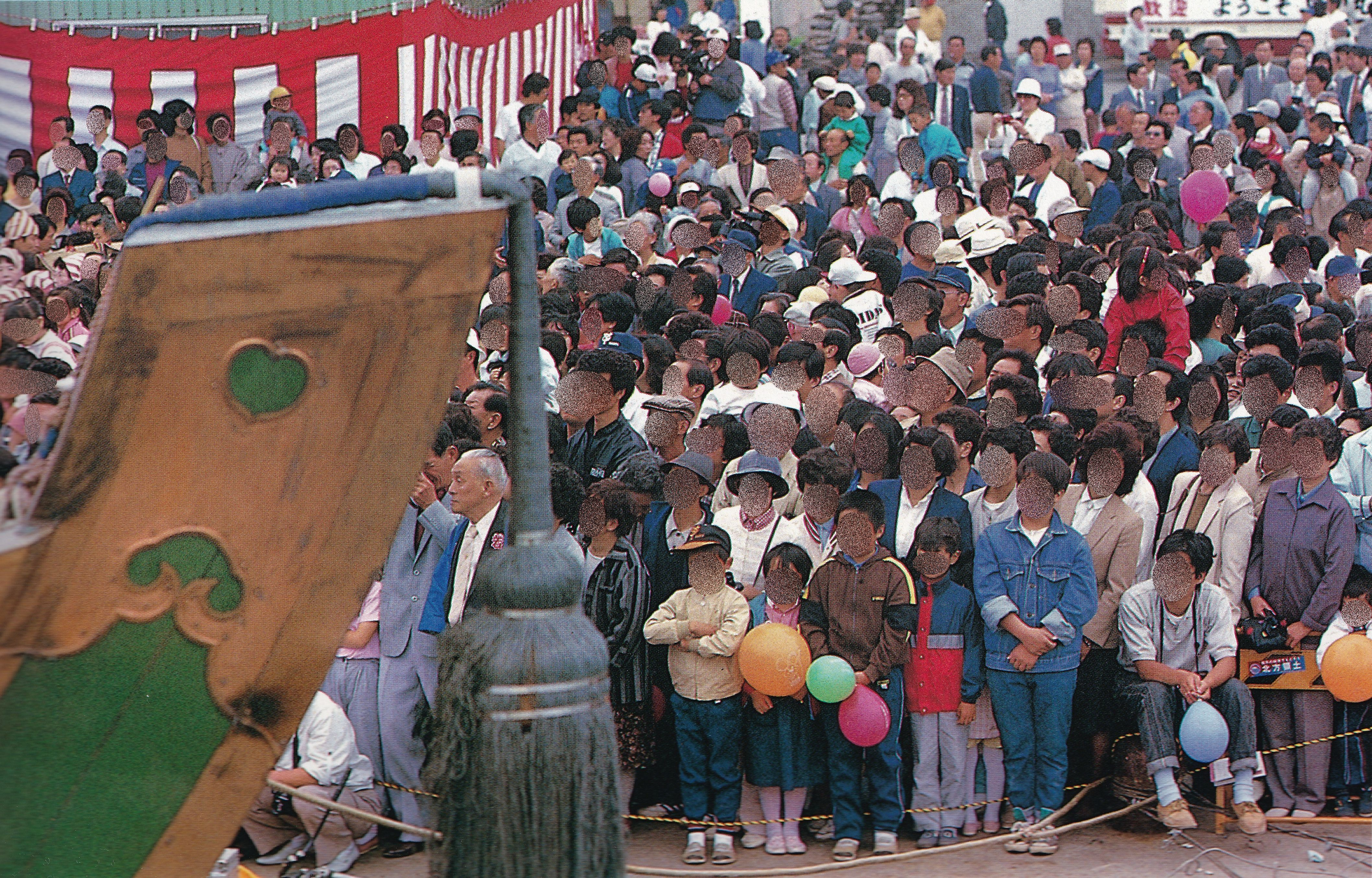
函館港の復元北前船「辰悦丸」歓迎風景

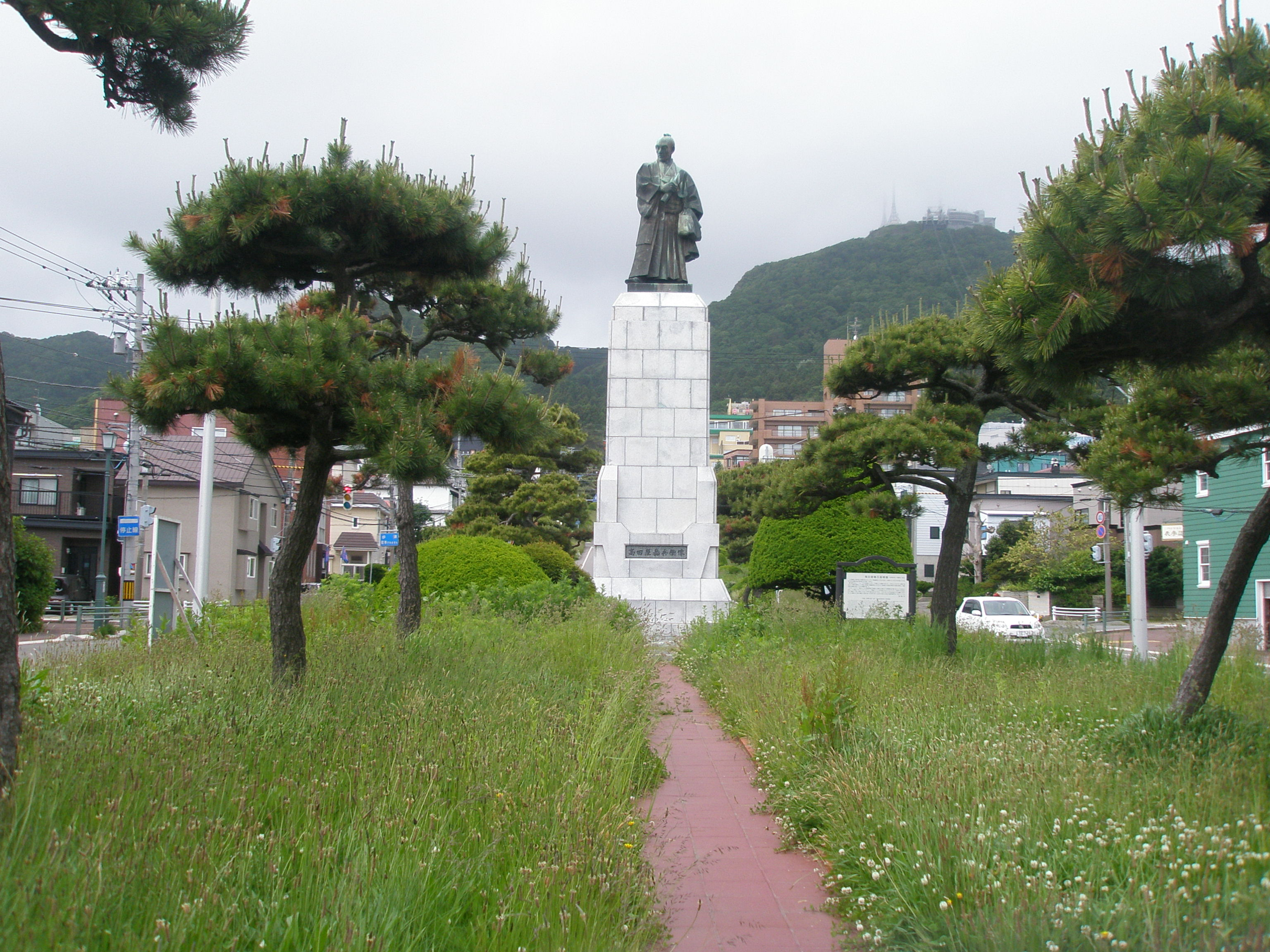
当時献花が行われた高田屋嘉兵衛銅像（高田屋通〈北海道道675号立待岬函館停車場線〉・中央分離帯上）

- 北海道函館市 - 函館港（豊川ふ頭）

接岸直前、当時は運行中だった青函連絡船・摩周丸とのすれ違いがあり、摩周丸の乗客や見物客を喜ばせたという。着岸後は入港式典の後に高田嘉七（七代目高田屋嘉兵衛）・斉藤貢五色町長（当時）・ミス函館による凱旋パレードが、高田屋嘉兵衛銅像の立つ宝来町の高田屋通（北海道道675号立待岬函館停車場線）まで行われ、到着後は銅像への献花も行われた。その他には、高田屋嘉兵衛の菩提寺である称名寺での墓参が、高龍寺ではお茶会が行われた。夜には会場を函館市民会館に移して三波春夫による講演と歌の夕べが開催され、ステージにて「高田屋嘉兵衛〔ママ〕」「北前船あゝ〔ママ〕」が熱唱された。

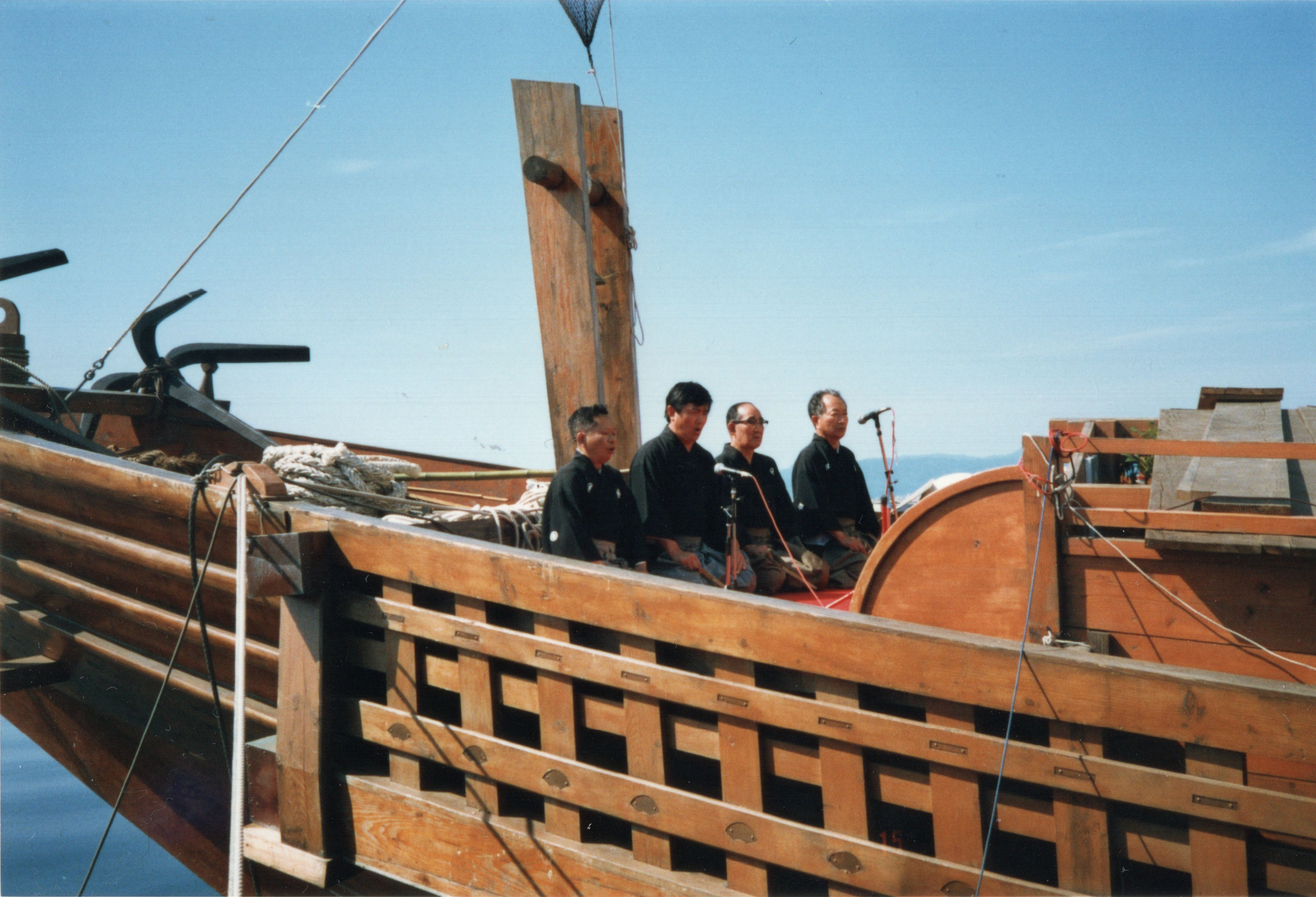
辰悦丸の江差港寄港中に行われた船上結婚式では能楽「高砂」が披露された

この他にも、各寄港地に辰悦丸が入港した日に誕生した新生児（1寄港地につき5名）へ記念認定書と記念品を贈る「日本海神聖児」と名付けられた行事が行われ、さらに船上での結婚式が出港地の津名と寄港先の下関・浜田・鳥取・竹野・輪島・酒田・秋田・深浦・江差で行われて14組が成婚した。その内、江差の寄港時においては5組が成婚し、その結婚式中では、江差町在住者を含めて観世流の能楽を習得して趣味として嗜んでいた4名（当時）による「高砂」が披露されている。

### 回航を終え、展示へ
函館港までの回航を終えた辰悦丸は1986年にカナダ・バンクーバーで開催のバンクーバー国際交通博覧会（EXPO'86）に出展する事が決定し、そのまま東京港・大井埠頭まで移動した。日本 - カナダ間については日本郵船のコンテナ船に積み込まれて海上輸送された。

博覧会終了後は神戸港までのコンテナ船海上輸送の後、福良の寺岡造船にドック入りして化粧直しが行われた。化粧直しの終了後は途中の五色（都志港）を経由して最終目的地となる津名まで再度の航行を行い、その到着をもって、おのころ愛ランド公園（当時）へ運搬された後にそのまま陸上での展示となった。
| 展示・帰還に至るまでの寄港地 | 展示・帰還に至るまでの寄港地 | 展示・帰還に至るまでの寄港地 | 展示・帰還に至るまでの寄港地 | 展示・帰還に至るまでの寄港地 | 展示・帰還に至るまでの寄港地 | 展示・帰還に至るまでの寄港地 | 展示・帰還に至るまでの寄港地 | 展示・帰還に至るまでの寄港地 | 展示・帰還に至るまでの寄港地 | 展示・帰還に至るまでの寄港地               |
| 港間マイル | 寄港地                       | 入港                         | 入港                         | 入港                         | 入港                         | 出航                         | 出航                         | 出航                         | 出航                         | 備考                                       |
| --- | ---------------------------- | ---------------------------- | ---------------------------- | ---------------------------- | ---------------------------- | ---------------------------- | ---------------------------- | ---------------------------- | ---------------------------- | ------------------------------------------ |
| 4315 | 東京                         | 1986年                       | 6月                          | 27日                         | 8:00                         | 1986年                       | 6月                          | 30日                         | 13:00                        |                                            |
| 4315 | バンクーバー                 |                              | 7月                          | 10日                         | 8:00                         |                              | 10月                         | 3日                          | 17:00                        |                                            |
| 4548 | 神戸                         |                              | 10月                         | 16日                         | 8:00                         |                              | 10月                         | 17日                         | 17:00                        |                                            |
| 40 | 福良                         |                              | 10月                         | 17日                         | 24:00                        |                              | 11月                         | 2日                          | 8:00                         |                                            |
| 17 | 五色                         |                              | 11月                         | 2日                          | 12:00                        |                              | 11月                         | 4日                          | 8:00                         | 五色町、現在の洲本市五色町都志万歳・都志港 |
| 32 | 津名                         |                              | 11月                         | 4日                          | 12:00                        | 1987年                       | 7月                          | 6日                          | 8:00                         |                                            |
| * 同じ入出港年は最上段のみ記載し、以降は省略しています * 寄港地の名称は参考文献に記載されている回航当時のもので、名称変更等されている場合は備考欄に記載しています |                              |                              |                              |                              |                              |                              |                              |                              |                              |                                            |

博覧会と、その終了後の回航では次のような歓迎行事などが行われた。
- カナダ・バンクーバー - バンクーバー国際交通博覧会

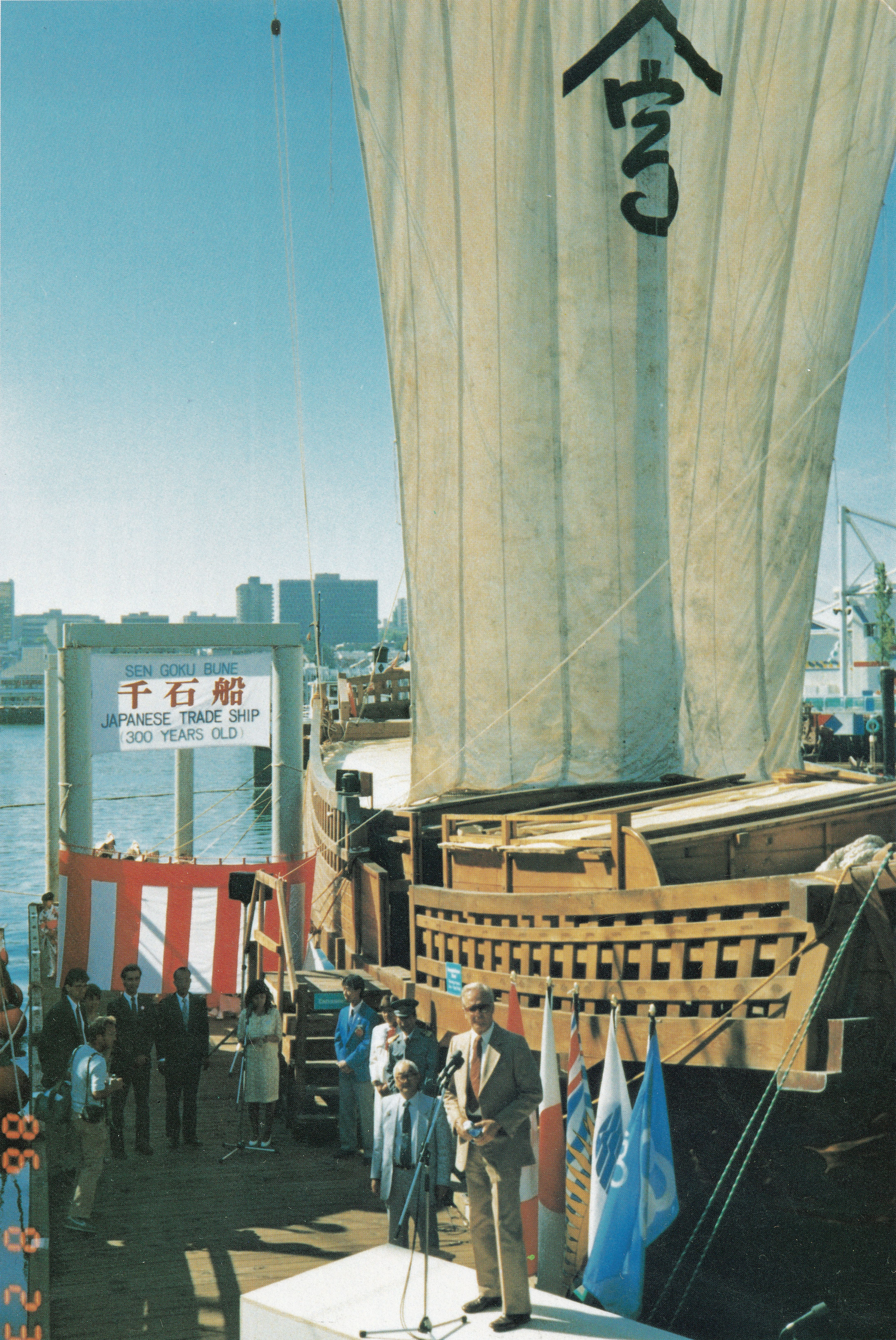
バンクーバー国際交通博覧会に展示された復元北前船「辰悦丸」

海上輸送された辰悦丸は7月14日に行われたジャパン・デーに合わせて博覧会会場に運び込まれ、博覧会開催期間中は係留展示された。
- 兵庫県津名郡五色町（現、洲本市五色町都志万歳） - 都志港

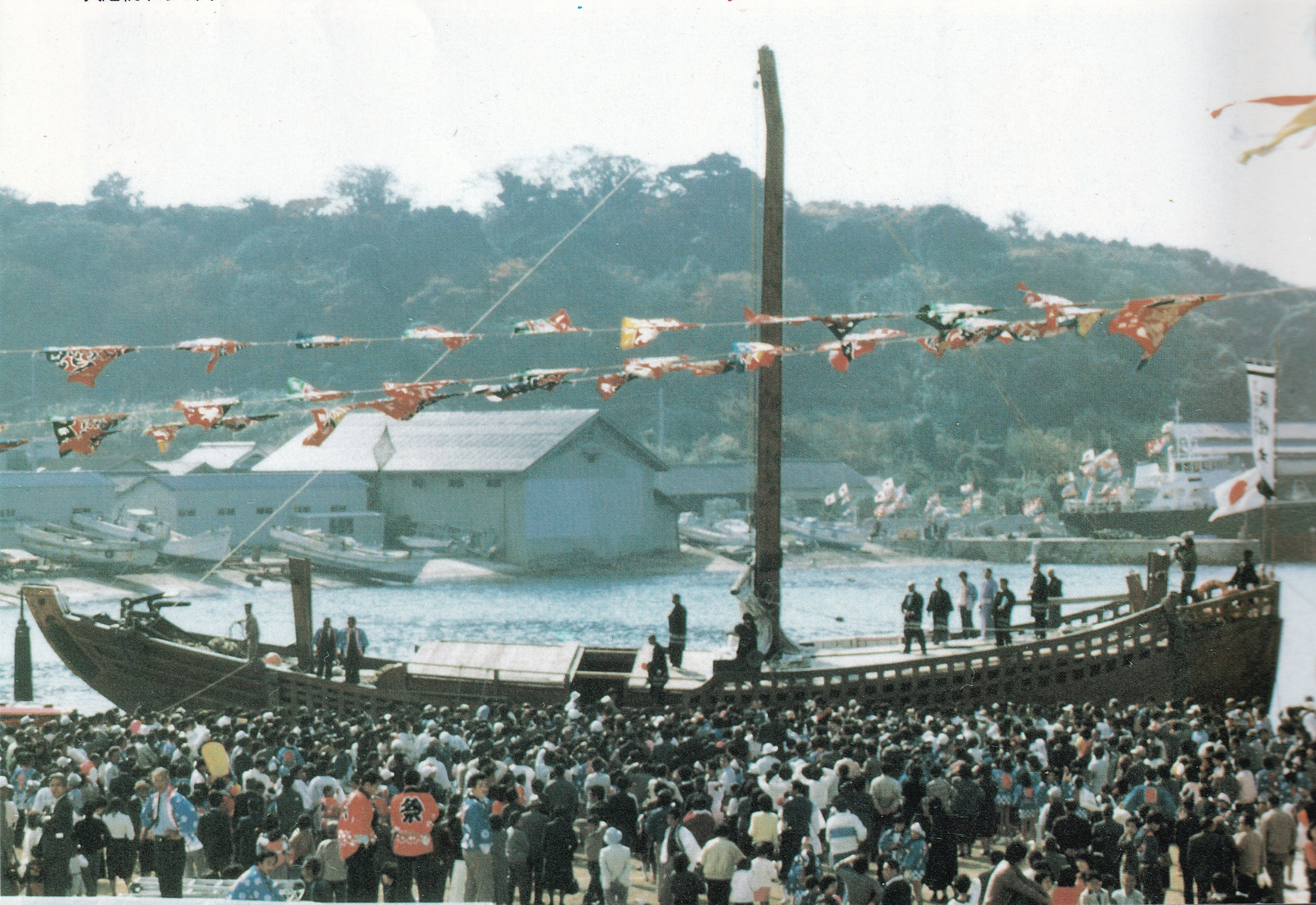
五色町都志港（当時）に帰ってきた復元北前船「辰悦丸」

高田屋嘉兵衛の出身地で、かつ辰悦丸が造船・出発した淡路島という縁で、寄港時には華々しい歓迎イベントが催された。接岸前には丁髷姿で高田屋嘉兵衛に扮した斉藤貢五色町長（当時）が辰悦丸に乗り込んだ後に観光船や大漁旗を立てた漁船による船団を従えて入港し、着岸後の歓迎セレモニーでは寺岡による回航経過報告が行われ、婦人会員による「高田屋音頭」踊り披露、五色町立都志小学校（現、洲本市立都志小学校）鼓笛隊によるドリル演奏、子供会による17基の神輿行列、花自動車やだんじりを連ねての高田屋嘉兵衛記念碑までのパレードが行われた。パレード到着後はだんじり歌や獅子舞の披露も行われている。寄港中は体験航海も行われた。

## 実際の北前船との違い
辰悦丸の復元建造にあたって、以下の理由により、往年当時に使われていた北前船の実物とは異なっているところがある。
- 船体の建造は設計当初から寺岡造船が培ってきた木造船の造船技術の粋を集めたものであり、元々の設計図面等が無い状態から#建造に至る経緯で取り上げている各種資料を元に大まかな設計図を作成した上で、実際に航行した場合の船体の安定性などの安全性を考慮してコンピューターによる計算を含めた修正設計を行い、船の形状は実際に航行可能なものとしている。これらは往年当時の北前船では行われなかった造船技術であり、なおかつ一から全面的に設計したも同然の状況なので、この段階で既に微妙な違いを生じている[27]。
- 船体構造は当初から木造船として建造する事を念頭に置いていたが、当時の寺岡の理念として安全性を第一に考えていたため、船体は木造船構造とした上で、補強用部材として4 - 5mm厚の鋼板を貼り付けている。なお、この鋼板は辰悦丸では木造船体の補強用部材として使っているが、通常の造船用としては主に居住区域などの艤装に使われるものであり、直接水に触れて強度も必要となる船体主要部分には使われない材料であるために、そもそも船体構造を直接構成する物ではなく、ゆえに「鉄船に木板を貼り付けた構造」ではなく「木造船を鋼板で補強した構造」というのが正しい。
- #歴史において取り上げた通り、当初から航行可能な設計とした上で完成後に無事進水したものの、元々は陸上展示物の扱いとしていて実際の航海を想定していなかったが、回航計画が持ち上がってからは、当初の構造そのままでは日本海の荒海に耐えられる強度ではなかった事と、人を乗せての航海における法律上や安全性の問題、海上保安庁や神戸海運局（現、神戸運輸監理部）その他関係公的機関への許可申請及びそれらからの指摘・助言などを受けた事により、実際の航海に耐えられるように補強・改修する必要が生じた事から、後に鋼板等によるさらなる補強を施した上で、8畳の畳部屋、3畳の台所、押入れ風の寝台4箇所に戸袋、神棚が設けられた。そのために内装や間取りが往年の物とは異なる[5]。
- 帆については、当初は#歴史中記載の参考資料及び洲本測候所（当時は洲本市小路谷に存在）の気象観測資料による年間最強風向風速に基づいて、実際に航行可能な帆となるように甲板からの帆柱の高さを29m、帆幅を20mと算出していたが、「くにうみの祭典」期間中やその終了後もおのころ愛ランド公園（当時）にて引き続き陸上での永久保存展示とする計画であり、その陸上展示での安全性を最大限に考慮するため、改めて帆柱の高さを20m、帆幅を16mに変更して設計されたので、往年の実際の北前船よりも帆が小さいとされる[27][5][注 13]。ただし、この帆の大きさであっても、回航当時は帆を上げた状態で追い風を受けると先行するタグボートに追い付きそうになる程の速力を得ていたという。

これらの点については石井謙治の著書『和船 II』でも一部取り上げているものの、参考文献『北前船 (1989)』に記載されている内容のほかに、当時の造船主体の寺岡造船による造船事情や後の陸上展示事情、関係公的機関（海上保安庁及び神戸海運局〈現、神戸運輸監理部〉など）の許可等関連事情に深く踏み込んだ内容となっておらず、参考文献『北前船 (1989)』の内容との間に差異がある事に留意されたい。また読売新聞北陸支社発行の著書『日本海こんぶロード 北前船』でも、上記の辰悦丸の復元に関連した話が一部取り上げられている。

## 辰悦丸がもたらしたもの
回航中に各寄港地を経由した際、それぞれの寄港地やその付近で産出される代表的な石や石材が辰悦丸に積み込まれ、回航後に当時の津名町と江差町に寄贈された。その石や石材は、津名町では1986年（昭和61年）11月4日におのころ愛ランド公園（現、淡路ワールドパークONOKORO）にて「辰悦丸航海記念の石」としての除幕式が行われ、江差町ではえさし海の駅（開陽丸記念館）敷地内にある北前船を模したモニュメントの一部と、北前坂にある「北前坂石碑」になって残されている。

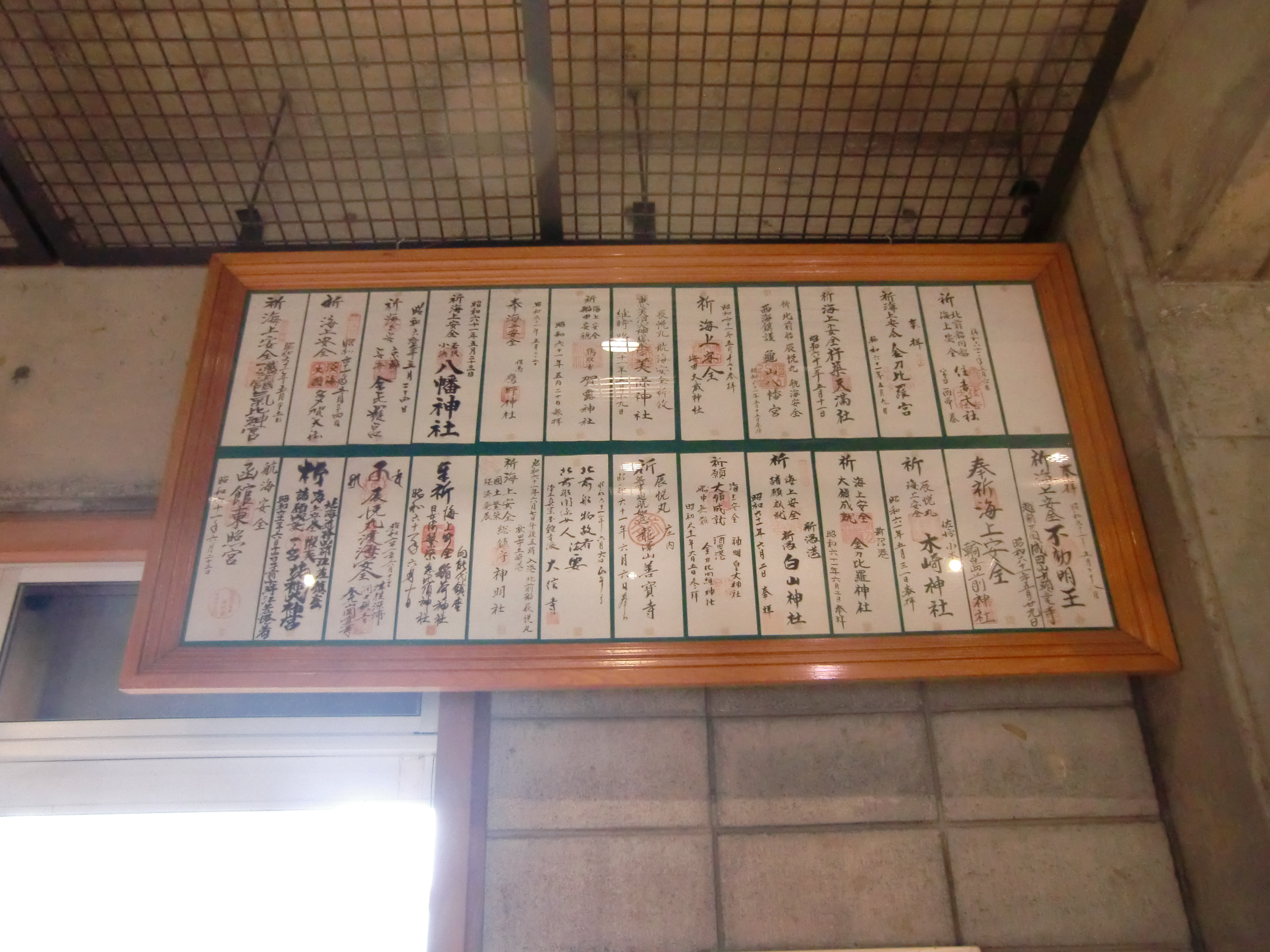
辰悦丸の出港地と各寄港地ゆかりの神社より下賜された御神札（江差追分会館・江差山車会館所蔵展示品）

回航終了後には、各寄港地で記帳された芳名帳と、カナダ・バンクーバー国際交通博覧会での展示中に訪問者が書いたサイン帳の寺岡による披露と贈呈式が洲本総合庁舎で行われ、一宮町（現、淡路市）・住田邸史料館、五色町（現、洲本市）・高田屋嘉兵衛記念館、おのころ愛ランド公園（現、淡路ワールドパークONOKORO）、江差町・江差追分会館にそれぞれ贈呈された。また、出港地および各寄港地ゆかりの神社より下賜された御神札も江差追分会館に贈呈されて、現在も展示されている。

バンクーバー国際交通博覧会にて展示の際、展示物名称紹介の旗には
と記されていた。博覧会での展示中には船内の随所に来訪者によるサインが書かれ、それらは現在も船内に残されている。
1995年（平成7年）4月30日、当時の五色町にウェルネスパーク五色・高田屋嘉兵衛公園と高田屋顕彰館・歴史文化資料館がオープンし、その同日、1986年当時に辰悦丸が寄港した10市町（丸亀市・杵築市・浜田市・竹野町・小木町・酒田市・深浦町・江差町・函館市・神戸市）の関係者を招いてのオープニング記念セレモニーが行われるとともに、寄港先10市町に加えてゴローニン事件に縁のある根室市の物を加えた11市町を代表する木・花・石より作られた花壇と各市町の市町章が刻まれた説明プレートを設置した「北前船寄港地モニュメント」が芝生公園の遊歩道沿いに作られ、記念セレモニーに合わせて植樹と植栽が行われた。

辰悦丸の寄港から10年後となる1996年（平成8年）、江差町鴎島の北前船係留跡付近に回航10周年を記念した石碑が建てられた。これについては、当時の北前船回航計画実行委員会事務局長だった萩原猛志が回航から4年後に逝去した事もあり、その哀悼の意を表して碑の裏面に次の文が記されている。
2016年（平成28年）9月10日から翌年5月29日にかけて、高田屋顕彰館・歴史文化資料館において「北前船宣言 廻航30周年・復元辰悦丸の航海」と銘打った展示が開催された。そこでは辰悦丸に関連した各種展示が行われたほかに、先述の回航事業に尽力した北前船回航計画実行委員会事務局長・萩原猛志への哀悼の意が表された。